# Chronologie de la pandémie de Covid-19 en France
Cet article relate la chronologie de la pandémie de Covid-19 et de ses conséquences en France.
| \| Cas de Covid-19 recensés en France et confirmés par test PCR (augmentation hebdomadaire) \| Cas de Covid-19 recensés en France et confirmés par test PCR (augmentation hebdomadaire) \| Cas de Covid-19 recensés en France et confirmés par test PCR (augmentation hebdomadaire) \| Cas de Covid-19 recensés en France et confirmés par test PCR (augmentation hebdomadaire) \| Cas de Covid-19 recensés en France et confirmés par test PCR (augmentation hebdomadaire) \| \| ---------------------------------------------------------------------------------------------------------------------------------------------------------------------------------------------------------------------------------------------------------------------------------------------------------------------------------------------------------------------------------------------------------------------------------------------------------------------------------------------------------------------------------------------------------------------------------------------------------------------------------------------------------------------------------------------------------------------------------------------------------------------------------------------------------------------------------------------------------------------------------------------------------------------------------------------------------------------------------------------------------------------------------------------------------------------------------------------------------------------------------------------------------------------------------------------------------------------------------------------------------------------------------------------------------------------------------------------------------------------------------------------- \| ---------------------------------------------------------------------------------------- \| ---------------------------------------------------------------------------------------- \| ---------------------------------------------------------------------------------------- \| ---------------------------------------------------------------------------------------- \| \| Décès à l'hôpital Décès en ESMS Hospitalisations (1) Sortis d'hôpital Autres cas 1er-Trimestre-2020 1er-Trimestre-2020 2e-Trimestre-2020 2e-Trimestre-2020 3e-Trimestre-2020 3e-Trimestre-2020 4e-Trimestre-2020 4e-Trimestre-2020 1er-Trimestre-2021 1er-Trimestre-2021 2e-Trimestre-2021 2e-Trimestre-2021 Juillet-2021 Juillet-2021 Août-2021 Août-2021 Sept-2021 Sept-2021 Oct-2021 Oct-2021 Nov-2021 Nov-2021 Déc-2021 Déc-2021 Jan-2022 Jan-2022 \| \| \| \| \| \| Date \| \| \| Cas confirmés(2) \| \| \| 24 janvier 2020 \| 24 janvier 2020 \| \| 3 (+3) \| 3 (+3) \| \| 30 janvier 2020 \| 30 janvier 2020 \| \| 6 (+3) \| 6 (+3) \| \| 8 février 2020 \| 8 février 2020 \| \| 11 (+5) \| 11 (+5) \| \| 19 février 2020 \| 1† \| \| 12 (+1) \| 12 (+1) \| \| 25 février 2020 \| 1† \| \| 13 (+1) \| 13 (+1) \| \| 2 mars 2020 \| 3† \| \| 191 (+1 369 %) \| 191 (+1 369 %) \| \| 9 mars 2020 \| 25† \| \| 1 412 (+639 %) \| 1 412 (+639 %) \| \| Dimanche 15 mars 2020 : fermeture des lieux publics « non indispensables » \| \| \| \| \| \| 16 mars 2020 \| 148† \| \| 6 633 (+370 %) \| 6 633 (+370 %) \| \| Mardi 17 mars 2020 à 12 h : mise en place du confinement \| \| \| \| \| \| 23 mars 2020 \| 860† \| \| 19 856 (+199 %) \| 19 856 (+199 %) \| \| 30 mars 2020 \| 3 024† \| \| 44 550 (+124 %) \| 44 550 (+124 %) \| \| 6 avril 2020 \| 8 911† \| \| 74 390 (+67 %) \| 74 390 (+67 %) \| \| 13 avril 2020 \| 14 967† \| \| 98 076 (+32 %) \| 98 076 (+32 %) \| \| 20 avril 2020 \| 20 265† \| \| 114 657 (+17 %) \| 114 657 (+17 %) \| \| 27 avril 2020 \| 23 293† \| \| 128 339 (+12 %) \| 128 339 (+12 %) \| \| 4 mai 2020 \| 25 201† \| \| 131 863 (+3 %) \| 131 863 (+3 %) \| \| Lundi 11 mai 2020 : phase 1 du déconfinement \| \| \| \| \| \| 11 mai 2020 \| 26 643† \| \| 139 519 (+6 %) \| 139 519 (+6 %) \| \| 18 mai 2020 \| 28 239† \| \| 142 903 (+2 %) \| 142 903 (+2 %) \| \| 25 mai 2020(3) \| 28 457† \| \| 145 279 (+2 %) \| 145 279 (+2 %) \| \| 1er juin 2020 \| 28 833† \| \| 152 091 (+5 %) \| 152 091 (+5 %) \| \| Mardi 2 juin 2020 : phase 2 du déconfinement \| \| \| \| \| \| 8 juin 2020(4) \| 29 209† \| \| 154 188 (+1 %) \| 154 188 (+1 %) \| \| 15 juin 2020 \| 29 436† \| \| 157 372 (+2 %) \| 157 372 (+2 %) \| \| Lundi 22 juin 2020 : phase 3 du déconfinement \| \| \| \| \| \| 22 juin 2020 \| 29 663† \| \| 160 750 (+2 %) \| 160 750 (+2 %) \| \| 29 juin 2020 \| 29 813† \| \| 164 260 (+2 %) \| 164 260 (+2 %) \| \| 6 juillet 2020 \| 29 920† \| \| 168 335 (+2 %) \| 168 335 (+2 %) \| \| 13 juillet 2020 \| 30 029† \| \| 172 377 (+2 %) \| 172 377 (+2 %) \| \| 20 juillet 2020 \| 30 177† \| \| 176 754 (+3 %) \| 176 754 (+3 %) \| \| 27 juillet 2020 \| 30 209† \| \| 183 079 (+4 %) \| 183 079 (+4 %) \| \| 3 août 2020 \| 30 294† \| \| 191 295 (+4 %) \| 191 295 (+4 %) \| \| 10 août 2020 \| 30 340† \| \| 202 775 (+6 %) \| 202 775 (+6 %) \| \| 17 août 2020 \| 30 429† \| \| 219 029 (+8 %) \| 219 029 (+8 %) \| \| 24 août 2020 \| 30 528† \| \| 244 854 (+12 %) \| 244 854 (+12 %) \| \| 31 août 2020 \| 30 635† \| \| 281 025 (+15 %) \| 281 025 (+15 %) \| \| 7 septembre 2020 \| 30 726† \| \| 328 980 (+17 %) \| 328 980 (+17 %) \| \| 14 septembre 2020 \| 30 950† \| \| 387 252 (+18 %) \| 387 252 (+18 %) \| \| 21 septembre 2020 \| 31 338† \| \| 458 061 (+18 %) \| 458 061 (+18 %) \| \| 28 septembre 2020 \| 31 808† \| \| 542 639 (+18 %) \| 542 639 (+18 %) \| \| 5 octobre 2020 \| 32 299† \| \| 624 274 (+15 %) \| 624 274 (+15 %) \| \| 12 octobre 2020 \| 32 825† \| \| 743 479 (+19 %) \| 743 479 (+19 %) \| \| 19 octobre 2020 \| 33 623† \| \| 910 277 (+22 %) \| 910 277 (+22 %) \| \| 26 octobre 2020 \| 35 018† \| \| 1 165 278 (+28 %) \| 1 165 278 (+28 %) \| \| Vendredi 30 octobre 2020 à 0 h : remise en place du confinement \| \| \| \| \| \| 2 novembre 2020 \| 37 435† \| \| 1 466 433 (+26 %) \| 1 466 433 (+26 %) \| \| 9 novembre 2020(5) \| 40 987† \| \| 1 807 479 (+23 %) \| 1 807 479 (+23 %) \| \| 16 novembre 2020 \| 45 054† \| \| 1 991 233 (+10 %) \| 1 991 233 (+10 %) \| \| 23 novembre 2020(6) \| 49 232† \| \| 2 144 660 (+8 %) \| 2 144 660 (+8 %) \| \| Samedi 28 novembre 2020 : phase 1 du déconfinement \| \| \| \| \| \| 30 novembre 2020 \| 52 731† \| \| 2 222 488 (+4 %) \| 2 222 488 (+4 %) \| \| 7 décembre 2020 \| 55 521† \| \| 2 295 908 (+3 %) \| 2 295 908 (+3 %) \| \| 14 décembre 2020 \| 58 282† \| \| 2 379 915 (+4 %) \| 2 379 915 (+4 %) \| \| Mardi 15 décembre 2020 : phase 2 du déconfinement \| \| \| \| \| \| 21 décembre 2020 \| 60 900† \| \| 2 479 151 (+4 %) \| 2 479 151 (+4 %) \| \| 28 décembre 2020 \| 63 109† \| \| 2 562 646 (+3 %) \| 2 562 646 (+3 %) \| \| 4 janvier 2021 \| 65 415† \| \| 2 659 750 (+4 %) \| 2 659 750 (+4 %) \| \| 11 janvier 2021 \| 68 060† \| \| 2 786 838 (+5 %) \| 2 786 838 (+5 %) \| \| Lundi 18 janvier 2021 : couvre-feu national à partir de 18h \| \| \| \| \| \| 18 janvier 2021 \| 70 686† \| \| 2 914 725 (+5 %) \| 2 914 725 (+5 %) \| \| 25 janvier 2021 \| 73 494† \| \| 3 057 857 (+5 %) \| 3 057 857 (+5 %) \| \| 1er février 2021 \| 76 512† \| \| 3 201 461 (+5 %) \| 3 201 461 (+5 %) \| \| 8 février 2021 \| 79 423† \| \| 3 341 365 (+4 %) \| 3 341 365 (+4 %) \| \| 15 février 2021 \| 82 226† \| \| 3 469 539 (+4 %) \| 3 469 539 (+4 %) \| \| Lundi 22 février 2021 : mesures de confinement pour les WE du 26/02 et du 05/03 sur le littoral des Alpes-Maritimes \| \| \| \| \| \| 22 février 2021 \| 84 613† \| \| 3 609 827 (+4 %) \| 3 609 827 (+4 %) \| \| Lundi 26 février 2021 : mesures de confinement pour les WE du 26/02, 05/03 et 12/03 pour la CU de Dunkerque et la CC des Hauts de Flandre \| \| \| \| \| \| 1er mars 2021 \| 86 803† \| \| 3 760 671 (+4 %) \| 3 760 671 (+4 %) \| \| 8 mars 2021 \| 88 933† \| \| 3 909 560 (+4 %) \| 3 909 560 (+4 %) \| \| 15 mars 2021 \| 90 762† \| \| 4 078 133 (+4 %) \| 4 078 133 (+4 %) \| \| Samedi 20 mars 2021 : 3è confinement dans 16 départements \| \| \| \| \| \| 22 mars 2021 \| 92 621† \| \| 4 298 395 (+5 %) \| 4 298 395 (+5 %) \| \| Lundi 26 mars 2021 : extension du confinement à trois autres départements \| \| \| \| \| \| 29 mars 2021 \| 94 956† \| \| 4 554 683 (+6 %) \| 4 554 683 (+6 %) \| \| Lundi 3 avril 2021 : extension du confinement à toute la France \| \| \| \| \| \| 5 avril 2021 \| 96 847† \| \| 4 833 263 (+6 %) \| 4 833 263 (+6 %) \| \| 12 avril 2021 \| 99 135† \| \| 5 067 216 (+5 %) \| 5 067 216 (+5 %) \| \| 19 avril 2021 \| 101 180† \| \| 5 296 222 (+5 %) \| 5 296 222 (+5 %) \| \| 26 avril 2021 \| 103 256† \| \| 5 503 996 (+4 %) \| 5 503 996 (+4 %) \| \| 3 mai 2021 \| 105 130† \| \| 5 656 007 (+3 %) \| 5 656 007 (+3 %) \| \| Lundi 3 mai 2021 : premiers légers allègements du confinement \| \| \| \| \| \| 10 mai 2021 \| 106 684† \| \| 5 780 379 (+2 %) \| 5 780 379 (+2 %) \| \| 17 mai 2021 \| 107 812† \| \| 5 881 137 (+2 %) \| 5 881 137 (+2 %) \| \| Lundi 19 mai 2021 : deuxième étape du déconfinement : restaurants en terrasse, lieux culturels \| \| \| \| \| \| 24 mai 2021(7) \| 108 658† \| \| 5 605 895 (−5 %) \| 5 605 895 (−5 %) \| \| 31 mai 2021 \| 109 528† \| \| 5 667 324 (+1 %) \| 5 667 324 (+1 %) \| \| 7 juin 2021 \| 110 062† \| \| 5 713 917 (+1 %) \| 5 713 917 (+1 %) \| \| Lundi 9 juin 2021 : troisième étape du déconfinement : salles de sport et de resto \| \| \| \| \| \| 14 juin 2021 \| 110 454† \| \| 5 741 354 (+0 %) \| 5 741 354 (+0 %) \| \| 21 juin 2021 \| 110 718† \| \| 5 757 798 (+0 %) \| 5 757 798 (+0 %) \| \| 28 juin 2021 \| 111 012† \| \| 5 770 530 (+0 %) \| 5 770 530 (+0 %) \| \| 5 juillet 2021 \| 111 197† \| \| 5 786 999 (+0 %) \| 5 786 999 (+0 %) \| \| 12 juillet 2021 \| 111 353† \| \| 5 813 899 (+0 %) \| 5 813 899 (+0 %) \| \| 19 juillet 2021 \| 111 492† \| \| 5 871 881 (+1 %) \| 5 871 881 (+1 %) \| \| 26 juillet 2021(8) \| 111 659† \| \| 5 999 244 (+2 %) \| 5 999 244 (+2 %) \| \| 2 août 2021 \| 111 929† \| \| 6 151 803 (+3 %) \| 6 151 803 (+3 %) \| \| Lundi 9 août 2021 : imposition du passe sanitaire : certaines professions, grands rassemblements, restaurants etc. Etat d'urgence dans les Antilles \| \| \| \| \| \| 9 août 2021 \| 112 270† \| \| 6 310 933 (+3 %) \| 6 310 933 (+3 %) \| \| Lundi 16 août 2021 : 80% population de +12ans vaccinée 1è dose \| \| \| \| \| \| 16 août 2021 \| 112 803† \| \| 6 476 664 (+3 %) \| 6 476 664 (+3 %) \| \| 23 août 2021 \| 113 603† \| \| 6 624 777 (+2 %) \| 6 624 777 (+2 %) \| \| 30 août 2021 \| 114 330† \| \| 6 746 283 (+2 %) \| 6 746 283 (+2 %) \| \| Lundi 6 septembre 2021 : 85% population +12 ans vaccinée 1è dose \| \| \| \| \| \| 6 septembre 2021 \| 115 022† \| \| 6 839 494 (+1 %) \| 6 839 494 (+1 %) \| \| Jeudi 9 septembre 2021 : 80,2 % de la populatioin de plus de 12 ans a son schéma vaccinal complet (2è dose) \| \| \| \| \| \| 13 septembre 2021 \| 115 629† \| \| 6 907 133 (+1 %) \| 6 907 133 (+1 %) \| \| Lundi 13 septembre 2021 : lancement du rappel 3è dose dans les EHPAD, puis pour les 65ans et + \| \| \| \| \| \| 20 septembre 2021 \| 116 069† \| \| 6 956 848 (+1 %) \| 6 956 848 (+1 %) \| \| 27 septembre 2021 \| 116 528† \| \| 6 995 628 (+1 %) \| 6 995 628 (+1 %) \| \| 4 octobre 2021 \| 116 833† \| \| 7 028 197 (+0 %) \| 7 028 197 (+0 %) \| \| Lundi 6 octobre 2021 : 85% de la population de plus de 12 ans a son schéma vaccinal complet (2è dose) \| \| \| \| \| \| 11 octobre 2021 \| 117 068† \| \| 7 057 631 (+0 %) \| 7 057 631 (+0 %) \| \| Mercredi 13 octobre 2021 : fin d'état d'urgence à la Réunion. Prolongation état d'urgence aux Antilles, en Guyane et Polynésie \| \| \| \| \| \| 18 octobre 2021 \| 117 287† \| \| 7 090 109 (+0 %) \| 7 090 109 (+0 %) \| \| 25 octobre 2021 \| 117 488† \| \| 7 127 163 (+1 %) \| 7 127 163 (+1 %) \| \| 1er novembre 2021 \| 117 661† \| \| 7 168 743 (+1 %) \| 7 168 743 (+1 %) \| \| 8 novembre 2021 \| 117 950† \| \| 7 219 681 (+1 %) \| 7 219 681 (+1 %) \| \| 15 novembre 2021 \| 118 200† \| \| 7 290 886 (+1 %) \| 7 290 886 (+1 %) \| \| 22 novembre 2021 \| 118 540† \| \| 7 420 237 (+2 %) \| 7 420 237 (+2 %) \| \| Jeudi 25 novembre 2021 : extension de la troisième dose à tout public au-delà de 12 ans \| \| \| \| \| \| 29 novembre 2021 \| 119 016† \| \| 7 628 327 (+3 %) \| 7 628 327 (+3 %) \| \| 6 décembre 2021 \| 119 727† \| \| 7 928 572 (+4 %) \| 7 928 572 (+4 %) \| \| 13 décembre 2021 \| 120 674† \| \| 8 270 728 (+4 %) \| 8 270 728 (+4 %) \| \| 20 décembre 2021 \| 121 717† \| \| 8 640 924 (+4 %) \| 8 640 924 (+4 %) \| \| Lundi 21 décembre 2021 : 35,8% de la population de plus de 12 ans a reçu sa 3è dose \| \| \| \| \| \| 27 décembre 2021 \| 122 898† \| \| 9 146 451 (+6 %) \| 9 146 451 (+6 %) \| \| Vendredi 31 décembre 2021 : renforcement des mesures sanitaires, retour au télétravail \| \| \| \| \| \| 3 janvier 2022 \| 124 212† \| \| 10 317 819 (+13 %) \| 10 317 819 (+13 %) \| \| † Nombre de décès, en milieu hospitalier seulement jusqu'au 31 mars 2020[1]. À partir du 1er avril 2020, le nombre de décès inclut les décès dans les établissements sociaux ou médico-sociaux (ESMS) ; le nombre de décès en ESMS est celui porté à la connaissance du gouvernement à la date considérée, mais les décès sont généralement antérieurs. (1) Dans les hospitalisations sont comprises les personnes hospitalisées ainsi que les personnes en réanimation. (2) Nombre total de cas confirmés par test PCR : morts, cas graves, malades et guéris ; augmentation journalière. (3) 19 mai 2020 : révision à la baisse des données provenant des EHPAD[2]. (4) À partir du 2 juin 2020, les cas confirmés plusieurs fois ne sont comptabilisés qu'une fois[3]. (5) 7 novembre 2020 : la Direction générale de la Santé rencontre des problèmes dans la remontée du nombre de cas, il s'agit donc d'un rattrapage et non du nombre de cas détecté en 24h[4]. (6) 17 novembre 2020 : la Direction générale de la Santé justifie cette hausse soudaine du nombre de cas confirmé par le fait qu'elle comptabilise désormais les résultats des tests anti-géniques, jusque là non compris. (7) 24 mai 2021 : Suppression de double-comptes et recalage des données par la Direction générale de la Santé le 20/05/2021. (8) 24 juillet 2021 : fin du décompte des décès en EHPAD et EMS \| \| \| \| \| |                 |  |                    |                    |
| Cas de Covid-19 recensés en France et confirmés par test PCR (augmentation hebdomadaire) |                 |  |                    |                    |
| Décès à l'hôpital Décès en ESMS Hospitalisations (1) Sortis d'hôpital Autres cas 1er-Trimestre-2020 1er-Trimestre-2020 2e-Trimestre-2020 2e-Trimestre-2020 3e-Trimestre-2020 3e-Trimestre-2020 4e-Trimestre-2020 4e-Trimestre-2020 1er-Trimestre-2021 1er-Trimestre-2021 2e-Trimestre-2021 2e-Trimestre-2021 Juillet-2021 Juillet-2021 Août-2021 Août-2021 Sept-2021 Sept-2021 Oct-2021 Oct-2021 Nov-2021 Nov-2021 Déc-2021 Déc-2021 Jan-2022 Jan-2022 |                 |  |                    |                    |
| Date |                 |  | Cas confirmés(2)   |                    |
| 24 janvier 2020 | 24 janvier 2020 |  | 3 (+3)             | 3 (+3)             |
| 30 janvier 2020 | 30 janvier 2020 |  | 6 (+3)             | 6 (+3)             |
| 8 février 2020 | 8 février 2020  |  | 11 (+5)            | 11 (+5)            |
| 19 février 2020 | 1†              |  | 12 (+1)            | 12 (+1)            |
| 25 février 2020 | 1†              |  | 13 (+1)            | 13 (+1)            |
| 2 mars 2020 | 3†              |  | 191 (+1 369 %)     | 191 (+1 369 %)     |
| 9 mars 2020 | 25†             |  | 1 412 (+639 %)     | 1 412 (+639 %)     |
| Dimanche 15 mars 2020 : fermeture des lieux publics « non indispensables » |                 |  |                    |                    |
| 16 mars 2020 | 148†            |  | 6 633 (+370 %)     | 6 633 (+370 %)     |
| Mardi 17 mars 2020 à 12 h : mise en place du confinement |                 |  |                    |                    |
| 23 mars 2020 | 860†            |  | 19 856 (+199 %)    | 19 856 (+199 %)    |
| 30 mars 2020 | 3 024†          |  | 44 550 (+124 %)    | 44 550 (+124 %)    |
| 6 avril 2020 | 8 911†          |  | 74 390 (+67 %)     | 74 390 (+67 %)     |
| 13 avril 2020 | 14 967†         |  | 98 076 (+32 %)     | 98 076 (+32 %)     |
| 20 avril 2020 | 20 265†         |  | 114 657 (+17 %)    | 114 657 (+17 %)    |
| 27 avril 2020 | 23 293†         |  | 128 339 (+12 %)    | 128 339 (+12 %)    |
| 4 mai 2020 | 25 201†         |  | 131 863 (+3 %)     | 131 863 (+3 %)     |
| Lundi 11 mai 2020 : phase 1 du déconfinement |                 |  |                    |                    |
| 11 mai 2020 | 26 643†         |  | 139 519 (+6 %)     | 139 519 (+6 %)     |
| 18 mai 2020 | 28 239†         |  | 142 903 (+2 %)     | 142 903 (+2 %)     |
| 25 mai 2020(3) | 28 457†         |  | 145 279 (+2 %)     | 145 279 (+2 %)     |
| 1er juin 2020 | 28 833†         |  | 152 091 (+5 %)     | 152 091 (+5 %)     |
| Mardi 2 juin 2020 : phase 2 du déconfinement |                 |  |                    |                    |
| 8 juin 2020(4) | 29 209†         |  | 154 188 (+1 %)     | 154 188 (+1 %)     |
| 15 juin 2020 | 29 436†         |  | 157 372 (+2 %)     | 157 372 (+2 %)     |
| Lundi 22 juin 2020 : phase 3 du déconfinement |                 |  |                    |                    |
| 22 juin 2020 | 29 663†         |  | 160 750 (+2 %)     | 160 750 (+2 %)     |
| 29 juin 2020 | 29 813†         |  | 164 260 (+2 %)     | 164 260 (+2 %)     |
| 6 juillet 2020 | 29 920†         |  | 168 335 (+2 %)     | 168 335 (+2 %)     |
| 13 juillet 2020 | 30 029†         |  | 172 377 (+2 %)     | 172 377 (+2 %)     |
| 20 juillet 2020 | 30 177†         |  | 176 754 (+3 %)     | 176 754 (+3 %)     |
| 27 juillet 2020 | 30 209†         |  | 183 079 (+4 %)     | 183 079 (+4 %)     |
| 3 août 2020 | 30 294†         |  | 191 295 (+4 %)     | 191 295 (+4 %)     |
| 10 août 2020 | 30 340†         |  | 202 775 (+6 %)     | 202 775 (+6 %)     |
| 17 août 2020 | 30 429†         |  | 219 029 (+8 %)     | 219 029 (+8 %)     |
| 24 août 2020 | 30 528†         |  | 244 854 (+12 %)    | 244 854 (+12 %)    |
| 31 août 2020 | 30 635†         |  | 281 025 (+15 %)    | 281 025 (+15 %)    |
| 7 septembre 2020 | 30 726†         |  | 328 980 (+17 %)    | 328 980 (+17 %)    |
| 14 septembre 2020 | 30 950†         |  | 387 252 (+18 %)    | 387 252 (+18 %)    |
| 21 septembre 2020 | 31 338†         |  | 458 061 (+18 %)    | 458 061 (+18 %)    |
| 28 septembre 2020 | 31 808†         |  | 542 639 (+18 %)    | 542 639 (+18 %)    |
| 5 octobre 2020 | 32 299†         |  | 624 274 (+15 %)    | 624 274 (+15 %)    |
| 12 octobre 2020 | 32 825†         |  | 743 479 (+19 %)    | 743 479 (+19 %)    |
| 19 octobre 2020 | 33 623†         |  | 910 277 (+22 %)    | 910 277 (+22 %)    |
| 26 octobre 2020 | 35 018†         |  | 1 165 278 (+28 %)  | 1 165 278 (+28 %)  |
| Vendredi 30 octobre 2020 à 0 h : remise en place du confinement |                 |  |                    |                    |
| 2 novembre 2020 | 37 435†         |  | 1 466 433 (+26 %)  | 1 466 433 (+26 %)  |
| 9 novembre 2020(5) | 40 987†         |  | 1 807 479 (+23 %)  | 1 807 479 (+23 %)  |
| 16 novembre 2020 | 45 054†         |  | 1 991 233 (+10 %)  | 1 991 233 (+10 %)  |
| 23 novembre 2020(6) | 49 232†         |  | 2 144 660 (+8 %)   | 2 144 660 (+8 %)   |
| Samedi 28 novembre 2020 : phase 1 du déconfinement |                 |  |                    |                    |
| 30 novembre 2020 | 52 731†         |  | 2 222 488 (+4 %)   | 2 222 488 (+4 %)   |
| 7 décembre 2020 | 55 521†         |  | 2 295 908 (+3 %)   | 2 295 908 (+3 %)   |
| 14 décembre 2020 | 58 282†         |  | 2 379 915 (+4 %)   | 2 379 915 (+4 %)   |
| Mardi 15 décembre 2020 : phase 2 du déconfinement |                 |  |                    |                    |
| 21 décembre 2020 | 60 900†         |  | 2 479 151 (+4 %)   | 2 479 151 (+4 %)   |
| 28 décembre 2020 | 63 109†         |  | 2 562 646 (+3 %)   | 2 562 646 (+3 %)   |
| 4 janvier 2021 | 65 415†         |  | 2 659 750 (+4 %)   | 2 659 750 (+4 %)   |
| 11 janvier 2021 | 68 060†         |  | 2 786 838 (+5 %)   | 2 786 838 (+5 %)   |
| Lundi 18 janvier 2021 : couvre-feu national à partir de 18h |                 |  |                    |                    |
| 18 janvier 2021 | 70 686†         |  | 2 914 725 (+5 %)   | 2 914 725 (+5 %)   |
| 25 janvier 2021 | 73 494†         |  | 3 057 857 (+5 %)   | 3 057 857 (+5 %)   |
| 1er février 2021 | 76 512†         |  | 3 201 461 (+5 %)   | 3 201 461 (+5 %)   |
| 8 février 2021 | 79 423†         |  | 3 341 365 (+4 %)   | 3 341 365 (+4 %)   |
| 15 février 2021 | 82 226†         |  | 3 469 539 (+4 %)   | 3 469 539 (+4 %)   |
| Lundi 22 février 2021 : mesures de confinement pour les WE du 26/02 et du 05/03 sur le littoral des Alpes-Maritimes |                 |  |                    |                    |
| 22 février 2021 | 84 613†         |  | 3 609 827 (+4 %)   | 3 609 827 (+4 %)   |
| Lundi 26 février 2021 : mesures de confinement pour les WE du 26/02, 05/03 et 12/03 pour la CU de Dunkerque et la CC des Hauts de Flandre |                 |  |                    |                    |
| 1er mars 2021 | 86 803†         |  | 3 760 671 (+4 %)   | 3 760 671 (+4 %)   |
| 8 mars 2021 | 88 933†         |  | 3 909 560 (+4 %)   | 3 909 560 (+4 %)   |
| 15 mars 2021 | 90 762†         |  | 4 078 133 (+4 %)   | 4 078 133 (+4 %)   |
| Samedi 20 mars 2021 : 3è confinement dans 16 départements |                 |  |                    |                    |
| 22 mars 2021 | 92 621†         |  | 4 298 395 (+5 %)   | 4 298 395 (+5 %)   |
| Lundi 26 mars 2021 : extension du confinement à trois autres départements |                 |  |                    |                    |
| 29 mars 2021 | 94 956†         |  | 4 554 683 (+6 %)   | 4 554 683 (+6 %)   |
| Lundi 3 avril 2021 : extension du confinement à toute la France |                 |  |                    |                    |
| 5 avril 2021 | 96 847†         |  | 4 833 263 (+6 %)   | 4 833 263 (+6 %)   |
| 12 avril 2021 | 99 135†         |  | 5 067 216 (+5 %)   | 5 067 216 (+5 %)   |
| 19 avril 2021 | 101 180†        |  | 5 296 222 (+5 %)   | 5 296 222 (+5 %)   |
| 26 avril 2021 | 103 256†        |  | 5 503 996 (+4 %)   | 5 503 996 (+4 %)   |
| 3 mai 2021 | 105 130†        |  | 5 656 007 (+3 %)   | 5 656 007 (+3 %)   |
| Lundi 3 mai 2021 : premiers légers allègements du confinement |                 |  |                    |                    |
| 10 mai 2021 | 106 684†        |  | 5 780 379 (+2 %)   | 5 780 379 (+2 %)   |
| 17 mai 2021 | 107 812†        |  | 5 881 137 (+2 %)   | 5 881 137 (+2 %)   |
| Lundi 19 mai 2021 : deuxième étape du déconfinement : restaurants en terrasse, lieux culturels |                 |  |                    |                    |
| 24 mai 2021(7) | 108 658†        |  | 5 605 895 (−5 %)   | 5 605 895 (−5 %)   |
| 31 mai 2021 | 109 528†        |  | 5 667 324 (+1 %)   | 5 667 324 (+1 %)   |
| 7 juin 2021 | 110 062†        |  | 5 713 917 (+1 %)   | 5 713 917 (+1 %)   |
| Lundi 9 juin 2021 : troisième étape du déconfinement : salles de sport et de resto |                 |  |                    |                    |
| 14 juin 2021 | 110 454†        |  | 5 741 354 (+0 %)   | 5 741 354 (+0 %)   |
| 21 juin 2021 | 110 718†        |  | 5 757 798 (+0 %)   | 5 757 798 (+0 %)   |
| 28 juin 2021 | 111 012†        |  | 5 770 530 (+0 %)   | 5 770 530 (+0 %)   |
| 5 juillet 2021 | 111 197†        |  | 5 786 999 (+0 %)   | 5 786 999 (+0 %)   |
| 12 juillet 2021 | 111 353†        |  | 5 813 899 (+0 %)   | 5 813 899 (+0 %)   |
| 19 juillet 2021 | 111 492†        |  | 5 871 881 (+1 %)   | 5 871 881 (+1 %)   |
| 26 juillet 2021(8) | 111 659†        |  | 5 999 244 (+2 %)   | 5 999 244 (+2 %)   |
| 2 août 2021 | 111 929†        |  | 6 151 803 (+3 %)   | 6 151 803 (+3 %)   |
| Lundi 9 août 2021 : imposition du passe sanitaire : certaines professions, grands rassemblements, restaurants etc. Etat d'urgence dans les Antilles |                 |  |                    |                    |
| 9 août 2021 | 112 270†        |  | 6 310 933 (+3 %)   | 6 310 933 (+3 %)   |
| Lundi 16 août 2021 : 80% population de +12ans vaccinée 1è dose |                 |  |                    |                    |
| 16 août 2021 | 112 803†        |  | 6 476 664 (+3 %)   | 6 476 664 (+3 %)   |
| 23 août 2021 | 113 603†        |  | 6 624 777 (+2 %)   | 6 624 777 (+2 %)   |
| 30 août 2021 | 114 330†        |  | 6 746 283 (+2 %)   | 6 746 283 (+2 %)   |
| Lundi 6 septembre 2021 : 85% population +12 ans vaccinée 1è dose |                 |  |                    |                    |
| 6 septembre 2021 | 115 022†        |  | 6 839 494 (+1 %)   | 6 839 494 (+1 %)   |
| Jeudi 9 septembre 2021 : 80,2 % de la populatioin de plus de 12 ans a son schéma vaccinal complet (2è dose) |                 |  |                    |                    |
| 13 septembre 2021 | 115 629†        |  | 6 907 133 (+1 %)   | 6 907 133 (+1 %)   |
| Lundi 13 septembre 2021 : lancement du rappel 3è dose dans les EHPAD, puis pour les 65ans et + |                 |  |                    |                    |
| 20 septembre 2021 | 116 069†        |  | 6 956 848 (+1 %)   | 6 956 848 (+1 %)   |
| 27 septembre 2021 | 116 528†        |  | 6 995 628 (+1 %)   | 6 995 628 (+1 %)   |
| 4 octobre 2021 | 116 833†        |  | 7 028 197 (+0 %)   | 7 028 197 (+0 %)   |
| Lundi 6 octobre 2021 : 85% de la population de plus de 12 ans a son schéma vaccinal complet (2è dose) |                 |  |                    |                    |
| 11 octobre 2021 | 117 068†        |  | 7 057 631 (+0 %)   | 7 057 631 (+0 %)   |
| Mercredi 13 octobre 2021 : fin d'état d'urgence à la Réunion. Prolongation état d'urgence aux Antilles, en Guyane et Polynésie |                 |  |                    |                    |
| 18 octobre 2021 | 117 287†        |  | 7 090 109 (+0 %)   | 7 090 109 (+0 %)   |
| 25 octobre 2021 | 117 488†        |  | 7 127 163 (+1 %)   | 7 127 163 (+1 %)   |
| 1er novembre 2021 | 117 661†        |  | 7 168 743 (+1 %)   | 7 168 743 (+1 %)   |
| 8 novembre 2021 | 117 950†        |  | 7 219 681 (+1 %)   | 7 219 681 (+1 %)   |
| 15 novembre 2021 | 118 200†        |  | 7 290 886 (+1 %)   | 7 290 886 (+1 %)   |
| 22 novembre 2021 | 118 540†        |  | 7 420 237 (+2 %)   | 7 420 237 (+2 %)   |
| Jeudi 25 novembre 2021 : extension de la troisième dose à tout public au-delà de 12 ans |                 |  |                    |                    |
| 29 novembre 2021 | 119 016†        |  | 7 628 327 (+3 %)   | 7 628 327 (+3 %)   |
| 6 décembre 2021 | 119 727†        |  | 7 928 572 (+4 %)   | 7 928 572 (+4 %)   |
| 13 décembre 2021 | 120 674†        |  | 8 270 728 (+4 %)   | 8 270 728 (+4 %)   |
| 20 décembre 2021 | 121 717†        |  | 8 640 924 (+4 %)   | 8 640 924 (+4 %)   |
| Lundi 21 décembre 2021 : 35,8% de la population de plus de 12 ans a reçu sa 3è dose |                 |  |                    |                    |
| 27 décembre 2021 | 122 898†        |  | 9 146 451 (+6 %)   | 9 146 451 (+6 %)   |
| Vendredi 31 décembre 2021 : renforcement des mesures sanitaires, retour au télétravail |                 |  |                    |                    |
| 3 janvier 2022 | 124 212†        |  | 10 317 819 (+13 %) | 10 317 819 (+13 %) |
| † Nombre de décès, en milieu hospitalier seulement jusqu'au 31 mars 2020. À partir du 1er avril 2020, le nombre de décès inclut les décès dans les établissements sociaux ou médico-sociaux (ESMS) ; le nombre de décès en ESMS est celui porté à la connaissance du gouvernement à la date considérée, mais les décès sont généralement antérieurs. (1) Dans les hospitalisations sont comprises les personnes hospitalisées ainsi que les personnes en réanimation. (2) Nombre total de cas confirmés par test PCR : morts, cas graves, malades et guéris ; augmentation journalière. (3) 19 mai 2020 : révision à la baisse des données provenant des EHPAD. (4) À partir du 2 juin 2020, les cas confirmés plusieurs fois ne sont comptabilisés qu'une fois. (5) 7 novembre 2020 : la Direction générale de la Santé rencontre des problèmes dans la remontée du nombre de cas, il s'agit donc d'un rattrapage et non du nombre de cas détecté en 24h. (6) 17 novembre 2020 : la Direction générale de la Santé justifie cette hausse soudaine du nombre de cas confirmé par le fait qu'elle comptabilise désormais les résultats des tests anti-géniques, jusque là non compris. (7) 24 mai 2021 : Suppression de double-comptes et recalage des données par la Direction générale de la Santé le 20/05/2021. (8) 24 juillet 2021 : fin du décompte des décès en EHPAD et EMS |                 |  |                    |                    |

| - 23 janvier 2020 : Les liaisons aériennes Paris-Wuhan sont suspendues, mais pas de mesures particulières aux frontières pour les passagers venant de Chine. - 31 janvier 2020 - Brexit - 23 avril 2020: les dirigeants européens approuvent le « paquet » de 540 milliards d'euros en faveur des travailleurs, des entreprises et des États, précédemment adopté par l'Eurogroupe - Du 17 au 21 juillet 2020, au Conseil européen extraordinaire, les dirigeants de l'UE s'accordent sur un plan de relance de 750 milliards d'euros - 31 décembre 2020 - Fin de la période de transition du Brexit - 1 janvier 2021, 1 mai 2021 - Accord commercial UE-RU - 1 juillet 2021 : Certificat covid de l'union européenne |

## 2009
- 10 juillet 2009 : En prévision de l'épidémie de grippe H1N1, la ministre de la Santé Roselyne Bachelot donne des instructions pour constituer un stock étatique de 1,7 milliard de masques de protection : un milliard de masques chirurgicaux et 700 millions de masques de protection FFP2[5].

## 2011
- 2011 : Le stock étatique compte encore un milliard de masques. Il est décidé en 2011 et en 2013 que ce stock étatique n'est plus indispensable et de le réduire progressivement[5].

## 2017
- 17 mai 2017 : Agnès Buzyn est nommée ministre des Solidarités et de la Santé (voir Ministère des Affaires sociales et de la Santé (France)) au sein du premier gouvernement Édouard Philippe. Elle sera confirmée le 21 juin 2017 dans le second gouvernement Édouard Philippe.

## 2018
- 2018 : Le directeur général de la Santé, Jérôme Salomon, reçoit une note l'informant que le stock étatique de masques est en grande partie périmé et insuffisant. Il restera 150 millions de masques en 2020 soit trois semaines de consommation hospitalière exclusive[5].

## 2019

### Mai
- En mai 2019, l'agence Santé publique France publie un avis de médecins experts recommandant la constitution d'un stock d'État d'un milliard de masques[5].

### Octobre
- En mai 2020, différents sportifs français (particulièrement les pentathlètes Élodie Clouvel et Valentin Belaud) déclarent avoir souffert des symptômes du Covid-19 à la suite des VIIes Jeux mondiaux militaires d'été ayant eu lieu dans la ville de Wuhan en Chine du 18 octobre 2019 au 27 octobre 2019[6],[7]. Certains journalistes ont émis l'hypothèse que ces jeux mondiaux pourraient être une des sources de diffusion mondiale du SARS-COV-2 responsable de la pandémie de Covid-19[8]. Toutefois, l'armée française dont dépend la délégation de sportifs ne confirme pas l'information et demande aux athlètes de ne plus communiquer à ce sujet.

### Novembre
- novembre 2019 : en septembre 2020, des chercheurs de l’Inserm ont informé 13 français qu'ils avaient présenté des anticorps au virus SARS-CoV-2, responsable de la Covid-19 dès novembre 2019[9],[10]. Ces anticorps ont été détectés en analysant d’anciens échantillons de sang prélevés à cette date dans le cadre de la cohorte Constances. Certains de ces cas positifs présentaient des symptômes typiques de la Covid-19, d'autres étaient asymptomatiques. Parmi ces cas, une personne revenait du Canada et avait une toux sèche, une autre était allée en Chine, mais dans des régions éloignées de Wuhan, passée par Hong Kong pour le retour et était restée asymptomatique[11].
- 16 novembre 2019 : hospitalisation d'un cas à l'Hôpital Albert-Schweitzer de Colmar (Haut-Rhin), pour lequel une analyse rétrospective des scanners thoraciques a conclu à des symptômes compatibles avec une infection COVID-19 selon une communication[12], le 7 mai 2020, de la clinique du Diaconat. Il n'existe à ce jour aucune preuve scientifique de ce résultat.
- 17 novembre 2019 : 2e cas français hospitalisé à l'Hôpital Albert-Schweitzer de Colmar (Haut-Rhin) présentant des symptômes de scanner pulmonaire compatible avec une infection COVID-19 mais sans preuve scientifique.

### Décembre
- 2 décembre 2019 : présentant des symptômes de scanner pulmonaire compatible avec une infection COVID-19 mais sans preuve scientifique[13].
- 8 décembre 2019 : selon le Canard Enchaîné du 6 mai 2020, le Président Emmanuel Macron est averti par l’ambassadeur de France à Pékin de l'épidémie émergente en Chine[14],[15].
- 27 décembre 2019 : cas français hospitalisé à l'hôpital Jean-Verdier de Bondy (Seine-Saint-Denis), identifié rétrospectivement par un test de dépistage PCR réalisé en avril 2020[16]. En l'absence de la séquence génétique du virus, impossible d'exclure une contamination[17]. Le premier cas importé en France dont la séquence génétique du virus est connue, est officiellement répertorié le 24 janvier 2020[18].

## 2020

### Janvier
- 9 janvier 2020 : En France, un membre du cabinet de la ministre de la Santé Agnès Buzyn est désigné pour suivre l'épidémie chinoise.
- 10 janvier 2020 : Conférence téléphonique sur ce thème entre les cabinets des ministres de la santé, des transports et des affaires étrangères.
- 13 janvier 2020 : L'hydroxychloroquine est classée substance vénéneuse sous toutes ses formes depuis l'arrêté du 13 janvier 2020 signé par le Directeur Général de la Santé Jérôme Salomon. Le 8 octobre 2019 l'Agence nationale de sécurité du médicament et des produits de santé (ANSM) demande un avis à l’Agence nationale de sécurité sanitaire de l'alimentation, de l'environnement et du travail (ANSES) qui rend son avis en date le 12 novembre 2019[19]. Il rejoint l'avis de l'ANSM et porte l'hydroxychloroquine sur la liste II des substances vénéneuses (médicaments comprenant des substances toxiques)[20].
- 14 janvier 2020 :
  - Message de la Direction générale de la Santé (DGS) du ministère de la santé aux professionnels de santé français sur ce thème.
  - Seize établissements hospitaliers français sont choisis pour être centre de prise en charge de référence des patients éventuels de Covid-19.
  - L'OMS émet une notification sur ce thème. Les dépistages aux aéroports que recommande l'OMS ne sont pas mis en place en France.
- 21 janvier 2020 :
  - Point de presse du ministre de la Santé Agnès Buzyn : « Le risque d’introduction en France est faible mais ne peut pas être exclu, d’autant qu’il y a des lignes aériennes directes avec Wuhan ». « Notre système de santé est bien préparé, professionnels et établissements de santé ont été informés. »
  - Début du point de presse quotidien du directeur général de la santé (DGS) Jérôme Salomon.
- 22 janvier 2020 :
  - « Le centre opérationnel de régulation et de réception des urgences a été placé en vigilance renforcée» selon le directeur général de la santé, Jérôme Salomon, auditionné par le Sénat le 26 février 2020.
  - Conversation téléphonique entre Emmanuel Macron et le président chinois Xi Jinping, qui lui annonce la mise en quarantaine de Wuhan le lendemain.
- 23 janvier 2020 : Les liaisons aériennes Paris-Wuhan sont suspendues, mais pas de mesures particulières aux frontières pour les passagers venant de Chine.
- 24 janvier 2020 : Observation des trois premiers cas de Covid-19 en France. Il s'agit d'un Français d'origine chinoise et de deux touristes chinois ayant séjourné à Wuhan, foyer d'origine du virus en Chine centrale. Ces trois personnes sont également les premiers cas annoncés en Europe. Deux d'entre elles sont hospitalisées à Paris, la troisième à Bordeaux[21].
- 25 janvier 2020 : Annulation du nouvel an chinois par la Mairie de Paris.
- 26 janvier 2020 :
  - Réunion sur la Covid-19 à l'Hôtel Matignon : Agnès Buzyn, Florence Parly (Défense), Sibeth Ndiaye (porte-parole), Bruno Le Maire (Économie), Jean-Baptiste Djebbari (Transport), Nicolas Roche (directeur de cabinet du ministre des Affaires étrangères).
  - Selon la ministre de la Santé Agnès Buzyn, « Nous avons des dizaines de millions de masques en stock en cas d’épidémie, ce sont des choses qui sont d’ores et déjà programmées. Si un jour nous devions proposer à telle ou telle population ou personne à risque de porter des masques, les autorités sanitaires distribueraient ces masques aux personnes qui en auront besoin. »
- 27 janvier 2020 :
  - Activation du CORRUSS (Centre opérationnel de régulation et de réponses aux urgences sanitaires et sociales) du département des urgences sanitaires (DUS) du ministère de la Santé.
  - Inventaire des masques de protection et commande de 100 millions de masques (la consommation hebdomadaire hospitalière en situation épidémique est de 40 millions de masques).
  - Organisation du rapatriement des expatriés français de Wuhan.
- 28 janvier 2020 : Le Pr Éric Caumes, chef du service des maladies infectieuses et tropicales à la Pitié-Salpêtrière à Paris (AP-HP), déclare « Si l’épidémie de coronavirus devait monter en puissance, je ne sais pas si nous pourrions y faire face »[22].
- 29 janvier 2020 : Louis Gautier, ancien secrétaire général de la Défense et de la Sécurité nationale (SGDN) s'inquiète devant la presse de l'absence de déclenchement du plan Pandémie[23].
- 30 janvier 2020 :
  - Agnès Buzyn aurait dit à Édouard Philippe ce jour que les élections municipales ne pourraient sans doute pas se tenir (selon son entretien au journal Le Monde du 17 mars 2020).
  - La Direction générale de la santé (DGS) demande à l’agence Santé publique France d’acquérir « dès que possible » 1,1 million de masques FFP2.
- 31 janvier 2020 :
  - Environ 220 Français rapatriés de Chine atterrissent à la base aérienne d'Istres, à bord d'un Airbus A340 de l'escadron de transport 3/60 Esterel stationné à la base aérienne 110 de Creil[24]. Ces personnes sont placées en quarantaine dans un centre de vacances de Carry-le-Rouet[25],[26],[27].
  - La conseillère santé d’Emmanuel Macron, Marie Fontanel, quitte son poste à l’Élysée pour s’installer à Strasbourg, où son époux est candidat de la majorité présidentielle à l’élection municipale. Elle ne sera remplacée que le 1er mars 2020.
  - La France peut procéder à quelques centaines de tests de dépistage du SARS-CoV-2 par jour.

### Février
- 1er février 2020 : Tous les pays de l’espace Schengen, sauf la France, suspendent les visas avec la Chine (soit 25 pays)[28].
- 2 février 2020 : Un second rapatriement de ressortissants français atterrit à la base aérienne d'Istres. Ce vol, effectué par un Airbus A380-800 de la compagnie Hi Fly, transporte 65 Français à son bord[29].
- 7 février : nouvelle demande de la DGS à l’agence Santé publique France (SPF). Il s’agit cette fois d’acquérir 28,4 millions de FFP2, à travers « une procédure accélérée d’achat ». Le besoin en masques pour les seuls personnels soignants est estimé à 40 millions par semaine; pour toute la population plus de 500 millions par semaine.
- 8 février :
  - Un troisième rapatriement de 38 Français est organisé par les autorités britanniques[30]
  - Cinq Britanniques sont diagnostiqués contaminés aux Contamines-Montjoie en Haute-Savoie. Un d'entre eux est de retour de Singapour où il avait séjourné du 20 au 23 janvier.
  - Décision de ne pas fermer la frontière italienne.
- 12 février :
  - L'Académie nationale de pharmacie rappelle que 80 % des principes actifs pharmaceutiques utilisés en Europe sont fabriqués hors de l'espace économique européen : « La preuve est faite une nouvelle fois que, du fait de la multiplicité des maillons de la chaîne de production, il suffit d’une catastrophe naturelle ou sanitaire, d’un événement géopolitique, d'un accident industriel, pour entraîner des ruptures d’approvisionnement pouvant conduire à priver les patients de leurs traitements, assurent les académiciens. Il faut relocaliser la production de nos matières premières pharmaceutiques »[31]. Elle avait déjà alerté sur ce point stratégique en 2011, 2013 et 2018.
  - Sur les 28,4 millions de masques commandés le 7 février, l'agence SPF n’en a reçu que 500 000. Il en a commandé 250 000 autres.
- 14 février : Le premier mort recensé est l'un des deux touristes chinois arrivés en France le 23 janvier 2020 et hospitalisés le lendemain. Âgé de 80 ans, il décède dans le service de réanimation de l'hôpital Bichat, à Paris. Le Haut Conseil de la santé publique (HCSP) autorise initialement la présentation du corps à la famille puis revient sur sa décision[32]. Trois morts avaient été recensés hors de Chine continentale aux Philippines, à Hong Kong et au Japon.
- 16 février : Agnès Buzyn quitte le ministère de la santé pour remplacer Benjamin Griveaux à la tête de la campagne à la mairie de Paris. Elle est remplacée par le médecin neurologue et député LRM de l'Isère, Olivier Véran.
- 17 février : Début du rassemblement évangélique de l’Église Porte ouverte chrétienne à Mulhouse. Il réunit de 2 000 à 5 000 personnes jusqu’au 21 février 2020. Un millier de personnes au moins sont contaminées. Cette manifestation jouera un rôle majeur dans la propagation du virus en France après le retour des fidèles à leur domicile et provoquera un important foyer épidémique dans le département du Haut-Rhin, puis dans la région Grand Est.
- 18 février : Olivier Véran sur France Inter : « La France est prête car nous avons un système de santé extrêmement solide. » Cette certitude est rapprochée de la métaphore du bouton de guêtre du général Edmond Le Bœuf en 1870.
- 21 février : Une trentaine de Français restés à Wuhan sont rapatriés à l'aéroport de Paris-Charles-de-Gaulle dans le Val-d'Oise et placés en quarantaine à Branville, dans le Calvados[33],[34].
- 22 février : Ouverture du Salon de l'agriculture à Paris qui accueillera jusqu'au 1er mars 483 000 visiteurs et 1 050 exposants. Seul le dernier jour sera annulé.
- 23 février : La France déclenche un plan de réaction à la pandémie de coronavirus, qui repose sur le plan Orsan et plus précisément le volet Orsan REB, consacré aux risques épidémiques et biologiques par Olivier Véran, ministre des Solidarités et de la Santé[35]. Ce plan comporte quatre stades[36]
- 25 février 2020 :
  - Dans la nuit du 25 au 26, un enseignant du collège Jean-de-la-Fontaine de Crépy-en-Valois et conseiller municipal de Vaumoise, âgé de 60 ans et en arrêt maladie depuis 12 jours, décède d'une embolie pulmonaire dans le service de réanimation de l'hôpital de la Pitié-Salpêtrière[37]. Il s'agit du premier décès français depuis le début de l'épidémie[38],[39],[40],[41].
  - Cinq nouvelles personnes atteintes de la maladie sont diagnostiquées les 25 et 26 février[42]. Le 25 février au matin, dans une interview donnée à RTL[43] le ministre de la Santé Olivier Véran déclare : « Il n'y a pas aujourd'hui à l'heure à laquelle je vous parle, il n'y a plus, de malade en circulation en France, il n'y a plus de malade hospitalisé. Le dernier patient est sorti guéri hier de l'hôpital de Lyon. [...] Il y a eu hier un grand nombre d'alertes, c'est le processus de vigilance qui fonctionne. [...] L'épidémie est à nos portes. [...] Nous préparons l'ensemble des dispositifs de veille sanitaire et d'intervention en ville et à l'hôpital dans l'hypothèse où l'épidémie viendrait. [...] Nous sommes au stade avant l'épidémie. [...] On enraye l'épidémie quand on traite les malades et qu'on les empêche de contaminer d'autres personnes. [...] Dans l'espace Schengen, avec des frontières européennes ouvertes [...] on va pas bloquer toutes les routes d'accès. Nous ne fermons pas les frontières [...] à ce stade parce que ça n'aurait pas de sens. À ce stade il n'y a aucun argument scientifique et médical aujourd'hui qui nous conduise à arrêter des événements collectifs de cette nature [match Lyon-Turin[44]] [...]. Nous avons fait le tour des réanimations pour vérifier qu'aucun malade par exemple en réa avec des troubles respiratoires et un syndrome fébrile non identifié ne puisse présenter le coronavirus. On les teste. On les dépiste. [...] ce que je peux vous dire c'est que nous avons une obligation de moyens et que nous les mettons en œuvre. Jusqu'à présent, sous l'action remarquable d'Agnès Buzyn, et que je salue ici, parce que je peux vous garantir que si la France aujourd'hui en est où elle en est, c'est parce que Agnès Buzyn a une nature remarquable depuis le premier jour et qu'elle a pris le dossier à bras le corps, c'est parce que la France a un excellent système sanitaire et c'est pas le ministre qui est excellent, c'est les soignants. [...] On sait quand même des choses [...] 80 % des formes sont des formes sans gravité, 15 % des formes sont considérées comme sévères, 5 % des formes sont dites réanimatoires [...]. C'est plus sévère [que la grippe saisonnière] notamment la mortalité et le risque de complications graves est multiplié selon les études que nous avons d'un facteur 4 à 10. [...] Par contre le virus du coronavirus est plus contagieux que les autres virus [MERS et SRAS ]. »
- 26 février :
  - Match OL – Juventus de Turin à Lyon avec 3 000 supporteurs turinois[45].
  - Audition de Jérôme Salomon, directeur général de la santé par la commission des affaires sociales du Sénat[46].
    - « Les tests ont été disponibles très rapidement grâce à l’Institut Pasteur. Plus de 1 000 tests ont été réalisés […]. Il faut freiner la diffusion en isolant les malades. »
    - « Nous avons débloqué les stocks stratégiques et passé en urgence une commande de masques protecteurs à destination des professionnels de santé. Santé publique France détient des stocks stratégiques importants de masques chirurgicaux. Nous n’avons pas d’inquiétude sur ce plan. Il n’y a donc pas de pénurie à redouter, ce n’est pas un sujet. »
- 27 février :
  - Point de presse d’Olivier Véran: À propos de la pénurie de masques, de tests et de gel : « Nous sommes depuis semaines dans l’anticipation. Nous avons et nous garderons un temps d’avance. »
  - Olivier Véran annonce que 20 nouveaux cas positifs sont diagnostiqués, dont un homme de 55 ans en état grave, travaillant à la base aérienne 110 de Creil, hospitalisé à Amiens[47]. La base aérienne de Creil abrite l'Airbus militaire ayant rapatrié les Français de Chine.
  - Visite d’Emmanuel Macron à l’hôpital de la Pitié-Salpêtrière. Le Pr Éric Caumes, chef du service maladies infectieuses, le prévient d'« une situation à l’italienne » car « le virus circule parmi nous » et « probablement qu’il se transmet beaucoup mieux que ce qu’on pensait ».[réf. nécessaire]
- 28 février : 57 cas.
  - Plusieurs foyers (éclosions) se développent autour de Creil dans l'Oise, les Contamines-Montjoie en Savoie, en Alsace, dans le Morbihan et à l'Assemblée nationale[48].
  - Un premier cas est détecté à Nice et deux cas supplémentaires à La Balme-de-Sillingy[49], tous liés au foyer viral de Lombardie.
  - L'Oise compte désormais six nouveaux cas[50] (dont trois militaires de Creil), ce qui porte le nombre de personnes hospitalisées dans ce département à 18, tandis que 200 membres du personnel hospitalier sont confinés chez eux[51].
  - L'hôpital Tenon (Paris) annonce que trois personnels de soins de l'hôpital sont positifs, après l'arrivée le 21 février d'un patient âgé de l'Oise[52]. Ces trois personnes sont hospitalisées à la Pitié-Salpêtrière.
  - Trois cas sont détectés au centre hospitalier universitaire d'Angers chez une femme de 58 ans originaire de la Mayenne, ainsi que chez sa fille et son gendre résidant dans le Maine-et-Loire. Ils ont été identifiés comme « cas contact » d’un patient hospitalisé en Bretagne[53].
  - Un premier cas est testé positif à l'hôpital de Mont-de-Marsan[54].
  - Un cas est signalé à Bois-Guillaume. Il s'agit d'un médecin du centre hospitalier universitaire de Rouen qui a contracté le virus en Allemagne, au contact d'une personne revenant d'Italie[55].
  - Un conseil de défense suivi d’un conseil des ministres “exceptionnels” sont convoqués en urgence pour le lendemain matin afin de faire le point sur le coronavirus[56]
- 29 février :
  - Réunion d’un conseil des ministres exceptionnel consacré à la crise du Covid-19.
  - Le gouvernement décide de recourir à l'article 49 alinéa 3 qui engage sa responsabilité sur le projet de loi de réforme du système de retraite en examen à l’Assemblée nationale.
  - Le stade 2 est déclenché alors que 100 personnes sont atteintes du virus. Le principal foyer de contamination se trouve dans l'Oise avec 36 cas. Les écoles des communes touchées sont fermées. La présence de l'infection en divers points du territoire ne justifie plus le confinement des personnes de retour des zones « à risque », notamment la Chine et l'Italie. L'objectif est dorénavant de freiner la propagation de la maladie sur le territoire français et, pour ce faire, de nouvelles mesures sont prises tant au niveau local que national.
  - Dans l'Oise, les rassemblements sont interdits, les habitants invités à limiter leurs déplacements et les écoles des communes touchées fermées.
  - Au niveau national, les manifestations de plus de 5 000 personnes en milieu fermé sont interdites[57].

### Mars
- 1er mars :
  - Les premiers cas sont diagnostiqués Outre-Mer, dans les Petites Antilles, à Saint-Barthélemy et à Saint-Martin[58].
  - Nomination de Mme Anne-Marie Armanteras de Saxcé comme conseillère Santé du président Macron, en remplacement de Marie Fontanel, partie le 31 janvier 2020, après une vacance du poste pendant tout le mois de février[59].
- 2 mars :
  - Le nombre total de cas confirmés s'élève à 191. Parmi eux, le tiers est lié au foyer épidémique de l'Oise. Les trois-quarts des cas français ont une origine identifiée. Au minimum 20 % d'entre eux proviennent de zones à risque à l'étranger[60]. Douze régions sont touchées et cinq d'entre elles ont plus de dix cas[61]. Dans le Morbihan, qui compte 19 malades, dix écoles primaires et sept établissements du secondaire des communes concernées sont fermés par arrêté préfectoral[62].
  - Le Premier ministre indique que l'objectif du gouvernement est de « ralentir pour empêcher, ou au moins retarder, la libre circulation du virus sur le territoire qui marquerait l'arrivée dans la phase 3, c'est-à-dire l'épidémie proprement dite de coronavirus en France »[60].
- Du 3 mars au 5 mars : la presse se fait l'écho de trente personnes, déclarées porteuses du virus, qui apparaissent avoir participé à un rassemblement évangélique de près de deux mille personnes à Mulhouse (Haut-Rhin) organisé par l'Église Porte ouverte chrétienne dans le quartier de Bourtzwiller, du 17 au 24 février[63],[64],[65],[66],[67],[68].
  - Plus de 200 cas identifiés de Covid-19 en France.
  - Sibeth Ndiaye, porte-parole du gouvernement (France Inter) : « On ne fermera pas toutes les écoles de France. », « Si nous basculons dans le stade 3, à savoir une épidémie qui circule dans tout le territoire, on ne va pas arrêter la vie de la France. »
  - L'ARS Grand Est indique par la voix de son directeur général, Christophe Lannelongue, rapporté par les DNA "On ne fait plus recherche de cas contact, aujourd'hui, notre objectif majeur est de soigner"[69].
- 4 mars : Les pharmacies reçoivent l’autorisation de fabriquer du gel hydroalcoolique. Des alertes de pénurie avaient été lancées dès le début février.
- 5 mars :
  - Le Président Emmanuel Macron déclare : « Il y a un moment où, nous le savons tous, une épidémie est de toute façon inexorable »[70].
  - Le rythme des décès commence à s'accélérer avec trois morts, portant à sept le nombre de personnes décédées[71]. L'ensemble des régions métropolitaines françaises et la Guyane sont touchées. Les principaux foyers de cas groupés sont l’Oise (99 cas), la commune de La Balme, en Haute-Savoie (30), et le Morbihan (20)[71]. Un premier député, Jean-Luc Reitzer, est testé positif le 5 mars et hospitalisé à Mulhouse[72]. Franck Riester, ministre de la Culture, est testé positif au coronavirus le 8 mars[73]. Ce même jour, après l'Oise, le Val-d'Oise, le Haut-Rhin, le Bas-Rhin, Mulhouse et le Morbihan, Ajaccio fait partie des foyers d'épidémie où sont prises des mesures renforcées, la ville regroupant 23 cas. Les établissements scolaires et crèches sont fermés et les rassemblements de plus de 50 personnes prohibés[74],[75],[76].
  - Première réunion informelle de scientifiques à l'Élysée qui décide la création d'un Conseil scientifique Covid-19 pour conseiller le gouvernement. Il sera officialisé le 11 mars 2020.
- 6 mars :
  - Emmanuel Macron et son épouse vont au Théâtre voir la pièce "Par le bout du nez" qui met en scène un psychiatre et un président de la République victime de démangeaisons du nez juste avant son discours d’investiture. Selon le président, « La vie continue. Il n’y a aucune raison, mis à part pour les populations fragilisées, de modifier nos habitudes de sortie.»[77]
  - Quatre-vingt-et-un cas ayant été détectés en 24 heures à Mulhouse, le préfet du Haut-Rhin déclare que les moyens ne sont plus suffisants pour dépister systématiquement tous les cas suspects. Seuls les patients dont l'état est le plus grave sont hospitalisés. Il parle de « stade 2 avancé ». Mulhouse devient un foyer important[78]. Dans ce même département, des mesures restrictives sont prises pour limiter les rassemblements de personnes, ceci passant par la fermeture d'écoles et la limitation des rassemblements[79].
  - Selon l’OMS, le seuil des 100 000 cas de Covid-19 est dépassée dans le monde.
- 9 mars :
  - En France, les rassemblements de plus de 1 000 personnes sont interdits.
  - Le gouvernement maintient un stade 2, différencié selon les territoires selon qu'ils connaissent ou non une circulation active du virus. Il se veut proportionné pour garantir une vie sociale tout en limitant les risques. Dorénavant, seuls les cas graves seront hospitalisés et les médecins de ville doivent assurer un filtrage.
  - Un décret met fin à l'obligation d'avoir eu une consultation physique avec son médecin dans l'année précédant une téléconsultation[80].
- 10 mars : Création du Conseil scientifique Covid-19 chargé de conseiller le président de la République, présidé par le Pr Jean-François Delfraissy. Sa composition de 11 membres est officialisée le lendemain 11 mars selon des procédures de nomination discrétionnaires opaques[81]. Certains de ses membres ont des liens financiers avec l’industrie pharmaceutique. Il est rappelé que c'est la mission du Haut Conseil de la santé publique (HCSP) de conseiller l’exécutif, ce qu'il précise dans un communiqué[82].
- 11 mars : Le ministre de la Santé annonce que dorénavant toutes les visites aux EHPAD sont interdites[83]. Un nouveau foyer de contamination se révèle dans les environs de Montpellier[83].
  - Selon le ministre Olivier Véran, « les enfants ne constituent pas un public fragile, il ne faut donc pas avoir peur de les envoyer à l’école. »
  - Des mesures restrictives visant à limiter les rassemblements de personnes sont prises dans l'Oise, la Corse et dans la région de Montpellier[84].
  - Maintien des matchs de football OL-Juventus de Turin et du huitième de finale retour de la Ligue des champions PSG-Dortmund. Lors de ce dernier, 4 000 supporters sont massés à l’extérieur du Parc des Princes où le match se joue à huis clos.
  - Les inquiétudes économiques occasionnent un krach boursier mondial la deuxième semaine de mars. La Bourse de Paris s'écroule et connaît ses pires séances, surpassant la crise des subprimes de 2008[85],[86].
  - L'Organisation mondiale de la santé (OMS) considère l'épidémie de coronavirus comme une pandémie mondiale.
- 12 mars :
  - Le matin, selon le ministre de l'Éducation Jean-Michel Blanquer : « Nous n’avons jamais envisagé la fermeture totale des écoles. »
  - Le soir, dans une déclaration télévisée, le président de la République Emmanuel Macron parle de « la plus grave crise sanitaire depuis un siècle ». Il décrète la fermeture des crèches, écoles, collèges, lycées et universités. Toutes les entreprises pourront reporter « sans justification, sans formalités, sans pénalités » le paiement des cotisations et impôts dus en mars.
  - Un mécanisme « exceptionnel et massif » de chômage partiel est annoncé[86] et les salariés sont encouragées à pratiquer le télétravail.
  - En revanche, le premier tour des élections municipales prévu le 15 mars est maintenu. Selon le président de la République, « ... les scientifiques ... considèrent que rien ne s’oppose à ce que les Français, même les plus vulnérables, se rendent aux urnes »[87].
  - Plus précisément, bien que Conseil Scientifique souligne que « cette décision, éminemment politique, ne [peut] lui incomber) », il « n’[identifie] pas d’argument scientifique indiquant que l’exposition des personnes serait plus importante que celle liée aux activités essentielles (faire ses courses) »[88]. Le hashtag #JeNIraiPasVoter apparait dans les réseaux sociaux.
  - Le ministère de la santé demande la déprogrammation des interventions chirurgicales non urgentes[86]. Le lendemain, les rassemblements de plus 100 personnes sont prohibés[89].
- 13 mars :
  - Le quotidien Le Monde titre "Covid-19 : vue d’Italie, l’insoutenable légèreté de la France" après les scènes de liesse qui ont entouré, à l’extérieur du stade, la qualification du Paris Saint-Germain à l'issue du match joué à huis clos contre le Borussia Dortmund[90].
  - 120 élèves de l'École de gendarmerie de Tulle (Corrèze) en stage en Espagne, ainsi que leurs 20 accompagnants ont été rapatriés[91]. Ils étaient confinés depuis le 10 mars à la suite du test positif passé sur deux de leurs collègues espagnols[92].
  - Du 13 au 16 mars, le porte-avions français Charles de Gaulle est autorisé à faire une escale à Brest. L'équipage a la permission de sortir en ville comme bon lui semble. Bilan, près des deux tiers de l'équipage (1046 marins sur 1760) seront testés positifs finalement quelques semaines plus tard[93].
- 14 mars :
  - Un détenu du centre pénitentiaire de Fresnes est déclaré positif, il est hospitalisé au Kremlin-Bicêtre[94].
  - Le stade 3 du plan Orsan REB est activé face au doublement de contaminations en 72 heures; le bilan passant à 4 500 et 91 morts.
  - Le Premier ministre Édouard Philippe annonce à compter du 14 mars à minuit et jusqu'à nouvel ordre, la fermeture de tous les lieux publics « non-indispensables ». Les exceptions sont les pharmacies, les banques, les magasins alimentaires, les stations-essences, les bureaux de tabac et les bureaux de presse[95].
- 15 mars :
  - Premier tour des élections municipales : 21 millions d’électeurs se déplacent pour participer au vote.
  - Malgré les mesures sanitaires mises en place dans les bureaux de vote, le taux d'abstention au premier tour des élections municipales dépasse 55%, soit 20 points de plus qu'en 2014[96].
  - Des médecins (dont le Pr Rémi Salomon, président de la CME de l'AP-HP), des élus, des présidents de région ont demandé depuis plusieurs jours l’annulation du scrutin.
  - Des photos de marchés et de parcs parisiens bondés circulent sur les réseaux sociaux, assorties du mot-dièse #Irresponsables.
- 15 mars : 5 423 cas confirmés, dont 400 graves ainsi que 127 décès.
  - Fermeture effective de tous les lieux publics non indispensables à la vie du pays à la suite de l'annonce du Premier ministre faite la veille[95].
  - L'Ariège[97] et l'Indre[98] sont les deux derniers départements à enregistrer leurs premiers cas.
  - Premier décès en Martinique. Il s’agit d’une personne de 86 ans ayant « été en contact avec un membre de sa famille qui avait effectué une croisière maritime quelques jours auparavant »[99].
  - Le président du parti LR, Christian Jacob, est testé positif et confiné à domicile[100].
  - Le PDG du groupe LVMH, Bernard Arnault, annonce qu'il va mettre à contribution l'ensemble des unités de production de ses marques de parfums et cosmétiques afin de produire des quantités importantes de solution hydro-alcoolique. Celles-ci seront offertes aux autorités sanitaires françaises et notamment à l'APHP[101].
  - Fin de l'escale du porte-avions Charles de Gaulle du 13 au 15 mars à l'arsenal de Brest : Une quarantaine de marins présenterait des symptômes ORL ou respiratoires compatibles avec un Covid-19[102].
- 16 mars :
  - 6 633 cas confirmés en France ainsi que 148 décès. Selon Olivier Véran, ministre de la Santé : « À mesure que l’épidémie progresse, nous sommes en mesure de prendre les décisions qui permettent de protéger les Français. »
  - Le Conseil scientifique Covid-19 explique dans un avis que « seules doivent persister les activités strictement nécessaires à la vie de la Nation »[103].
  - Les présidents de conseils départementaux et les fournisseurs des laboratoires départementaux d'analyse, destinés habituellement aux filières agricoles et viticoles, indiquent au directeur général de la santé Jérôme Salomon disposer d'un stock suffisant de réactifs pour réaliser 150 000 à 300 000 tests de dépistage du SARS-CoV-2 du Covid-19 par semaine. La suspension de la norme interdisant aux biologistes vétérinaires de traiter des prélèvements émanant d'un corps humain n'intervient toutefois que le 7 avril[104].
  - À 20 h, le président de la République, Emmanuel Macron, prononce une allocution retransmise en direct par les chaînes de télévision et les stations radio nationales. Insistant à plusieurs reprises sur le fait que la « France est en guerre » contre la COVID-19, il annonce la mise en place de nouvelles dispositions entrant en vigueur le lendemain à midi pour une durée minimale de quinze jours[105] :
    - Tous les déplacements seront réduits au strict nécessaire, les « réunions familiales ou amicales ne seront plus permises », chaque infraction à cette nouvelle règle « sera sanctionnée » ;
    - Les frontières de l'espace Schengen seront fermées ;
    - Les voyages entre pays non européens et de l'Union européenne seront suspendus. Les ressortissants français pourront tout de même rentrer en France ;
    - Le second tour des élections municipales est reporté. Toutes les réformes en cours sont elles aussi "suspendues", "y compris la réforme des retraites". Un projet de loi permettant au gouvernement de répondre à l'urgence et, lorsque nécessaire, de légiférer par ordonnances dans les domaines relevant strictement de la gestion de crise, sera présenté en Conseil des ministres sous 48 heures[106] ;
    - Une nouvelle politique des préservations des masques est instaurée. Ceux-ci sont désormais réservés en priorité pour les hôpitaux et médecins ;
    - Un service minimum de garde pour les enfants des soignants est mis en place. Les taxis et les hôtels seront mobilisés pour le personnel des hôpitaux ;
    - Les loyers et les factures d'eau, gaz et électricité devront être suspendus pour les « plus petites » entreprises « livrées au risque de faillite »[107].

- 17 mars :

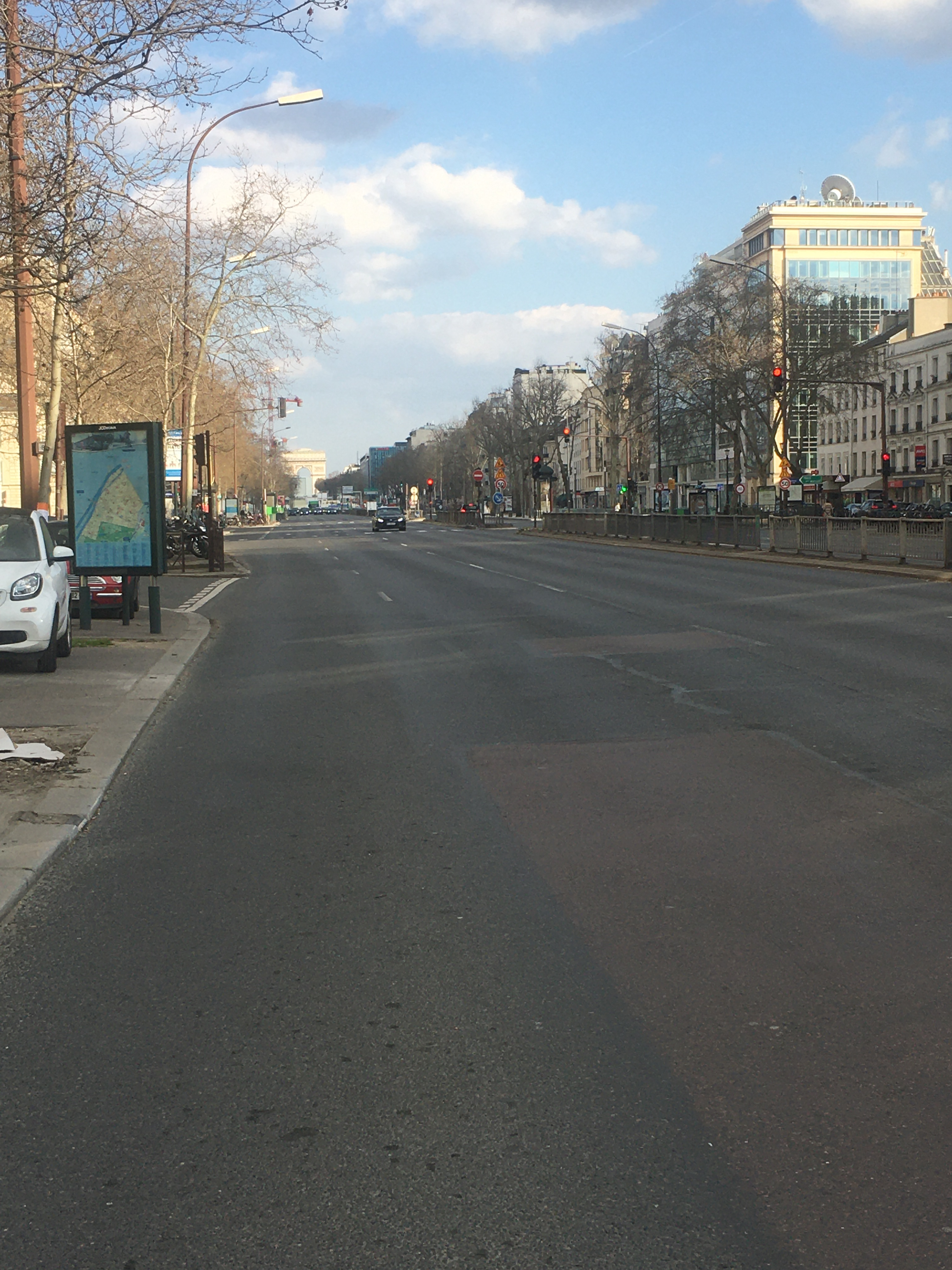
Avenue Charles-de-Gaulle à Neuilly-sur-Seine, une des voies les plus chargées d’Europe, le deuxième jour du confinement (18 mars 2020 vers 16 h 30).

  - La veille lundi et le mardi 17 au matin: De nombreux français quittent leur lieu de résidence pour leur lieu de confinement. Plus d’un million de personnes quittent ainsi l’Île-de-France, avec embouteillages et gares saturées, sans qu’aucune mesure ne soit prise.
  - 12 heures : Entrée en vigueur du confinement en France, annoncé la veille lors de l'intervention du Président de la République et précisé par le ministre de l'Intérieur
  - 7 730 cas confirmés dont 699 graves ainsi que 175 décès ; 602 personnes sont guéries et ont quitté l'hôpital[108]. La Chine avait décidé du confinement de Wuhan avec environ 600 cas officiellement recensés.
  - Le Pr Jérôme Salomon indique que 602 patients ont pu quitter l'hôpital au cours du week-end, considérés comme guéris[108].
  - À propos de la pénurie de masques, selon Olivier Véran « Nous avons assez de masques aujourd’hui pour permettre aux soignants d’être armés. Nous avons suffisamment de masques FFP2 pour faire face aux besoins hospitaliers et pour équiper les infirmières ou les médecins libéraux. »[109].
- 18 mars :
  - 9 134 cas confirmés dont 931 graves ainsi que 244 décès[110] ; 1 000 personnes sont guéries et ont quitté l'hôpital[111].
  - La Nouvelle-Calédonie enregistre ses deux premiers cas chez un couple en voyage de noces en provenance de Sydney[112]
  - Le Pr Jean-François Delfraissy, président du Conseil scientifique Covid-19, reconnaît que la stratégie adoptée par le pouvoir est une stratégie par défaut, adaptée à la pénurie de moyens (masques, tests). Le manque de tests est « un vrai problème », insiste-t-il. Anne-Sophie Lapix l'interroge explicitement sur la forte différence de mortalité entre la France et l'Allemagne[113].
  - Le ministre de l'Économie Bruno Le Maire appelle « tous les salariés des entreprises qui sont encore ouvertes, des activités qui sont indispensables au fonctionnement du pays, à se rendre sur leurs lieux de travail ».
- 19 mars :
  - 10 995 cas confirmés dont 1 122 graves ainsi que 372 décès ; près de 1 300 personnes sont guéries et ont quitté l'hôpital[114].
  - Le Collectif C19, qui réunit plus de 600 médecins, porte plainte auprès de la Cour de justice de la République (CJR) contre Agnès Buzyn et Édouard Philippe, qu’il accuse de « négligence coupable » et de « mensonge d’État ».
  - Le ministre de l'Intérieur Christophe Castaner assure que les policiers « ne sont pas en risque face au coronavirus » et qu’ils n’ont pas besoin de porter des masques.
  - La ministre du Travail Muriel Pénicaud parle de « défaitisme » sur la matinale de LCI à propos du secteur du BTP, qui a interrompu les chantiers. « Arrêter d’aller bosser, arrêter de faire vos chantiers, ça c’est du défaitisme. » « Les entreprises qui ne jouent pas le jeu, qui se disent “l’État paiera”, ce n’est pas du civisme », ajoute-t-elle, en les menaçant de la suppression du chômage partiel. Des appels à la reprise du travail sont lancés par d'autres ministres.
- 20 mars :
  - 12 612 cas confirmés dont 1 297 graves ainsi que 450 décès ; près de 1 587 personnes sont guéries et ont quitté l'hôpital.
  - Le président Emmanuel Macron « félicite ceux qui avaient prévu tous les éléments de la crise une fois qu’elle a eu lieu. »
  - Cinq premiers décès sont confirmés dans les Pyrénées-Orientales. Hormis une jeune femme âgée de 24 ans, les quatre autres sont âgés de 67 à 85 ans[115].
  - Selon Laurent Nuñez, secrétaire d’État auprès du ministre de l’Intérieur, il n'y a pas de pénurie de masque: « Les masques sont livrés très régulièrement. […] Non, je ne reconnais pas qu’il en manque. Nous en avons parlé au conseil de défense, ces masques sont en cours de livraison, pour la plupart des départements ils ont été acheminés »[116].
  - La porte-parole du gouvernement, Sibeth Ndiaye, déclare: « Vous savez quoi ? Je ne sais pas utiliser un masque. Je pourrais dire : ‘Je suis une ministre, je me mets un masque’, mais en fait, je ne sais pas l’utiliser »; « les masques ne sont pas nécessaires pour tout le monde »; « Parce que l’utilisation d’un masque, ce sont des gestes techniques précis, sinon on se gratte le nez sous le masque, on a du virus sur les mains ; sinon on en a une utilisation qui n’est pas bonne, et ça peut même être contre-productif. »[117]
- 21 mars :
  - 14 459 cas confirmés dont 1 525 graves ainsi que 562 décès.
  - À propos de la polémique sur la pénurie généralisée de masques et de matériel de protection (lunettes, visières, blouses et casques jetables en papier), le ministre Olivier Véran déclare: « Je dis aux soignants que je comprends et partage leurs attentes et, parfois, leur colère. Je veux vous présenter la situation telle qu’elle est : les pouvoirs publics ont décidé il y a une dizaine d’années d’équiper la France de nouveaux masques. Quels que soient les processus de décision qui ont conduit à ce que ces stocks ne soient pas renouvelés, ils se sont réduits année après année. Il ne restait notamment aucun stock d’État de masque FFP2. Il a été décidé de recourir dès le mois de janvier à l’importation de masques de tous les pays producteurs avant même les premiers cas sur notre territoire. Nous avons mis en œuvre tout pour augmenter notre stock sur un marché tendu. La France a ainsi passé plusieurs commandes à l’étranger auprès d’industriels capables de fournir rapidement de gros volumes. Nous avons passé commande pour plus de 250 millions de masques, qui seront livrés progressivement au cours des prochaines semaines. »
  - Le préfet des Alpes-Maritimes décrète un couvre-feu dans tout le département[118]. Cette mesure est inédite sur le territoire français. Ce décret prend effet le samedi 21 mars à partir de 22 h. Il n'est plus possible de se déplacer dans le département, sans raison valable, entre 22 h et 5 h. Les commerces alimentaires ont pour obligation de fermer au plus tard à 21 h 30. Toute personne circulant durant le couvre-feu sans justificatif valable sera sanctionnée d'une amende à hauteur de 135 €.
  - Le groupe LVMH annonce pouvoir livrer 10 millions de masques (7 millions de chirurgicaux et 3 millions de FFP2) en France par semaine durant un mois grâce à ses réseaux commerciaux en Chine[119].
  - Un premier soignant est signalé décédé des suites de la maladie[120].
- 22 mars :
  - 16 018 cas confirmés dont 1 746 graves ainsi que 674 décès[121] ; près de 2 200 personnes sont guéries et ont quitté l'hôpital.
  - Selon Jean-Paul Hamon, président de la Fédération des médecins de France (FMF): « L’imprévoyance du gouvernement et de l’administration française a été totale » et les autorités « auront des comptes à rendre ».
  - Adoption de la loi sur l’état d’urgence sanitaire qui autorise le gouvernement à gouverner par ordonnances.
  - Alors que la pénurie de tests – réservés aux malades graves – se poursuit, la secrétaire d’État Emmanuelle Wargon annonce sur Twitter qu’elle a bénéficié d’un test en n’ayant que « des symptômes bénins ». D'autres VIP ou politiques annoncent leurs tests négatifs ou positifs malgré l'absence ou la bénignité de leurs signes.
- 23 mars :
  - 19 856 cas confirmés dont 2 082 graves ainsi que 860 décès.
  - Sibeth Ndiaye, porte-parole du gouvernement, sur CNews : « On ne peut pas dire qu’il y a eu un défaut d’anticipation de cette crise, bien au contraire. »
  - Les vols entre la métropole et l’Outre-mer sont interrompus.
  - La totalité des cas de Covid-19 de La Réunion concernent des personnes récemment arrivées de métropole.
  - Le conseil scientifique Covid-19 « estime de manière consensuelle nécessaire un renforcement du confinement ».
- 24 mars :
  - Le seuil des 1 000 morts est atteint.
  - « Rendez-vous au procès », tweete Jérôme Marty, président du syndicat de médecins UFML, en réponse à Sibeth Ndiaye, porte-parole du gouvernement.
  - Le ministre de l'Agriculture Didier Guillaume lance un « grand appel à l’armée de l’ombre » des confinés : « Rejoignez l’armée des agriculteurs, 200 000 emplois sont disponibles. »[122].
- 25 mars :
  - Sibeth Ndiaye, porte-parole du gouvernement : « Il n’y a pas besoin d’un masque quand on respecte la distance de protection vis-à-vis des autres. »
  - Emmanuel Macron visite l’hôpital de campagne de Mulhouse avec un masque FFP2 sur le visage.
    - Il tient une allocution télévisée où il tient une posture de chef de guerre où annonce une opération militaire française en métropole et en Outre-mer : l'Opération Résilience.

  - 31 détenus des Bouches-du-Rhône, du Gard et du Var saisissent la Cour de justice de la République (CJR) d’une plainte contre Édouard Philippe et la ministre de la Justice Nicole Belloubet pour « non-assistance à personne en danger ».
- 26 mars : Un article du Courrier international reprenant des articles publiés dans la presse allemande, fait état d'un rapport d'experts allemands qui, sur la base d'une visite des hôpitaux de Strasbourg, font état d'un tri des malades en fonction notamment de l'âge[123].
- 27 mars :
  - Le Premier ministre annonce une prolongation du confinement jusqu'au 15 avril au moins[124].
  - Georges Gao, directeur du Centre chinois de contrôle et de prévention des maladies (SCDC), met en garde : « La grande erreur aux États-Unis et en Europe est, à mon avis, que la population ne porte pas de masque. » « Il faut porter un masque. »[125].
- 28 mars :
  - Conférence de presse d'Édouard Philippe avec le ministre de la Santé et le directeur général de la santé : « Je ne laisserai personne dire qu’il y a eu du retard sur la prise de décision du confinement. »
  - Emmanuel Macron dans un entretien à trois quotidiens italiens : « J’ai abordé cette crise avec sérieux et gravité. »
  - Olivier Véran annonce une commande de respirateurs artificiels pour les services de réanimation vient d’être passée.
- 30 mars :
  - La barre des 3 000 décès à l'hôpital (3 024) est franchie en France, soit 418 de plus en 24 heures. Le nombre de personnes hospitalisées pour cette maladie est proche de 21 000 (+1 592 depuis dimanche 29) (+ 424 en réanimation) où sont admis à ce jour 5 056 patients.
  - Pour la région Île-de-France, la plus touchée, 954 décès ont été comptabilisés dans les hôpitaux (+147 en 24 h) ; 597 nouveaux patients ont été hospitalisés portant leur nombre total à 7 689.
  - La région Grand Est enregistre 3 950 hospitalisations, dont 844 en réanimation et 917 morts à l'hôpital[126].
- 31 mars :
  - lancement de l'opération "10 000 respirateurs" par le consortium Air Liquide, PSA, Valéo et Schneider Electric pour livrer 10 000 respirateurs au 15 mai[127].
  - 8,5 millions de masques arrivent en France par avion. Ils font partie d'une commande de 1,5 milliard de masques par le gouvernement, la production nationale de 8 millions d'unités ne pouvant suffire pour couvrir les besoins hebdomadaires évalués à 40 millions de pièces[128].

### Avril
- 1er avril : un couvre-feu de 20h à 5h est instauré en Martinique et en Guadeloupe[129]. Le gouvernement met en place une "cellule tests" qui fait appel au cabinet de conseil Bain « pour réaliser un audit sur les capacités des laboratoires à réaliser des tests en France. »[130]
- 2 avril :
  - Le conseil scientifique publie un « état des lieux du confinement », constate : « 35 % des ouvriers travaillent hors du domicile, 60 % se déclarent en arrêt de travail et 5 % en télétravail, contre 10 % des cadres en travail hors du domicile, 24 % en arrêt de travail, et 66 % en télétravail »[131].
  - il est décompté 4 503 morts en contexte hospitalier. Pour la première fois, un chiffre encore partiel car recensant 7 400 établissements sur 10 600 et faisant état de 884 personnes âgées décédées en EHPAD, est communiqué[132].
- 3 avril :
  - L'Académie nationale de médecine recommande le port obligatoire de masques protecteurs pour les sorties. Elle recommande au grand public d'utiliser des masques « alternatifs » afin de ne pas priver le personnel soignant des masques médicaux traditionnels, en pleine pénurie[133].
  - Le directeur général de la santé, Jérôme Salomon déclare: « Si nous avons accès à des masques, nous encourageons effectivement le grand public, s’il le souhaite, à en porter »[134].
- 6 avril : 2 417 morts ont été enregistrés dans les EHPAD. Le ministre de la Santé annonce "une vaste opération de dépistage" dans les EHPAD[135].
- 6 avril : 3 semaines après leur demande auprès de la Direction générale de la Santé, les laboratoires départementaux d'analyse sont autorisés à pratiquer des tests PCR du coronavirus SARS-CoV-2 du COVID-19[136].
- 7 avril :
  - Le seuil des 10 000 morts en France est franchi. 7 091 décès sont enregistrés en milieu hospitalier (607 de plus en 24 heures) et 3 237 dans les Ehpad.
  - Le nombre de patients en réanimation diminue dans certaines régions : région SUD, Bretagne, Auvergne-Rhône-Alpes.
  - la préfecture et la mairie de Paris, afin de « renforcer les mesures sanitaires ainsi que les règles du confinement », prennent la décision d'interdire les activités sportives individuelles pratiquées dans la capitale entre 10 heures et 19 heures[137]. Cette mesure, appliquée sur arrêté préfectoral dès le 8 avril, est suivie le jour même par cinq autres départements d'Île-de-France : la Seine-et-Marne, les Yvelines, les Hauts-de-Seine, le Val-de-Marne et le Val-d'Oise[138].
- 8 avril : Selon Olivier Véran, « Depuis le premier jour de la crise épidémique, nous avons décidé d’être dans l’anticipation, c’est-à-dire de disposer au moment opportun de tous les moyens possibles pour lutter contre la diffusion du virus. »[139]
- 9 avril : Selon Sibeth Ndiaye, "il n'y a pas aujourd'hui de consensus scientifique en la matière", soulignant que l'Organisation mondiale de la santé (OMS) "ne recommande pas le port du masque dans la population de manière générale"[140].
- 12 avril : Dans une interview à La Repubblica, Jean-François Delfraissy, du Conseil scientifique COVID19, déclare que faute d'avoir une capacité à tester suffisante, le confinement était la seule solution pour la France[141]
- 13 avril : 4e allocution du Président de la République liée au Covid-19. Le confinement est prolongé jusqu'au 11 mai 2020.
- 15 avril :
  - 15 729 morts, dont 5 470 dans des maisons de retraite médicalisées EHPAD. 762 décès supplémentaires dans les dernières 24 heures.
  - Plus d’un tiers des marins du porte-avions français Charles de Gaulle sont testés positifs au Covid-19 après le retour anticipé à la base de Toulon le 11 avril 2020[102].
- 19 avril : le Premier ministre Édouard Philippe tient une conférence de presse à l'Hôtel de Matignon accompagné du ministre des Solidarités et de la Santé Olivier Véran et du directeur général de la Santé Jérôme Salomon. Cette conférence explique le bilan du confinement en France ainsi que les grands principes du déconfinement, sans toutefois entrer dans les détails[142].
- 20 avril : 20 265 morts en France. L'Institut Pasteur publie une étude épidémiologique sur la pandémie en France[143]. Elle estime qu'au 11 mai seulement 5,7 pour cent de la population française aura été immunisée, avec des variations régionales importantes[144], mais loin du seuil estimé d'immunité collective à 70%. Selon l'étude, une personne infectée sur 200 décède, avec une variation entre 0,001 pour cent pour les moins de 20 ans et 8,3 pour cent pour les 80 ans et plus.
- 27 avril :
  - La vente de masques "grand public" est autorisée dans les pharmacies et les buralistes. Ils en avaient été exclus par un arrêté ministériel du 3 mars 2020, en raison d’une réquisition générale des masques par l’État[145].
  - Le taux de mortalité des patients atteints du Covid-19 en réanimation serait de 30 % à 40 %, selon les données du réseau européen de ventilation artificielle[145].
- 28 avril: L’Assemblée nationale approuve le plan de déconfinement par 368 voix contre 100 conformément à l'article 50-1 de la Constitution.
- 30 avril : annulation de la Ligue 1

### Mai
- 3 mai : Les sociétés de journalistes et rédactions de trente médias papier et audiovisuels demandent au gouvernement de retirer du site gouvernement.fr une sélection d'articles de presse qui seraient des "articles de médias français luttant, dans le cadre de la crise sanitaire, contre la désinformation"[146]
- 4 mai : le Sénat rejette le plan de déconfinement présenté par Édouard Philippe (89 voix contre; 81 pour; 174 abstentions). Ce plan était présenté conformément à l'article 50-1 de la Constitution[147].
- 5 mai : 25 201 morts (306 décès comptabilisés dans les dernières 24 heures).
- 7 mai : Plus de 50 médecins, scientifiques et prix Nobel réclament l'obligation du port d'un masque ou d'une protection faciale[148].
- 11 mai : La France est entrée le lundi 11 mai 2020 dans une période de déconfinement progressif après 55 jours de confinement pour lutter contre la propagation du coronavirus.

### Juin
- 6 juin : Les restaurants peuvent recevoir à nouveau du public en terrasses uniquement avec jauge et restriction sanitaire.
- 14 juin : Le Président Emmanuel Macron annonce la réouverture des écoles et de collèges à compter du lundi 22 juin et jusqu'au vendredi 3 juillet 2020. Les restaurants peuvent recevoir à nouveau du public à l'intérieur avec jauge et restriction sanitaire.
- 22 juin : Réouverture des écoles et des collèges. Le protocole sanitaire est allégé.

### Juillet
- 3 juillet : le Premier ministre Édouard Philippe présente sa démission. Il est remplacé par Jean Castex.

### Août
- 1er août : le port du masque devient fortement recommandé dans les lieux publics de brassage.
- 18 août : le port du masque devient obligatoire dans les établissements publics et dans certains lieux de brassage.
- 24 août : certaines communes prennent des arrêtés pour imposer le port du masque dans certains lieux publics (comme les centres-villes).

### Septembre
- De septembre à novembre 2020, on observe une recrudescence de l’épidémie due au relâchement estival. Cette recrudescence est appelée « seconde vague » dans les médias français[149]
- 1er septembre : Rentrée des classes et mise en application du protocole sanitaire 1. Tous les élèves de plus de 10 ans doivent obligatoirement porter un masque.
- 50 lits de l'hôpital de Juvisy-sur-Orge, qui avaient accueilli des malades du COVID-19 pendant la première vague, sont fermés au courant du mois de septembre[150].

### Octobre
- 14 octobre : Couvre-feu obligatoire à 21h en Île de France et dans 8 métropoles
- 23 octobre : 1 000 000 de cas sont atteints dans le territoire
- 28 octobre : lors d'une allocution télévisée, Emmanuel Macron annonce un 2e confinement national à partir du 30 octobre, et qui se prolongera au moins jusqu'au 1er décembre suivant[151].
- 30 octobre : Confinement généralisé sur décision gouvernementale. Fermeture obligatoire des commerces non-essentiels. Interdiction des déplacements. Retour des attestations de déplacement (sortie autorisée pour 1 heure à une distance maximale de 1 km autour de son lieu de résidence). Contrairement au 1er confinement, les crèches, les écoles, les collèges et les lycées resteront ouverts. Les stations de ski ne sont pas autorisées à ouvrir les remontées mécaniques.

### Novembre
- 1er novembre : Le taux d'occupation des prisons françaises atteint 103 % avec un bond de 1 000 nouveaux détenus en un mois, laissant dormir 597 détenus sur un matelas au sol, certains prisonniers avaient été libérés dans les prisons pleines à 200 % en raison de l'urgence sanitaire. Cette nouvelle hausse fait craindre une nouvelle hausse des contaminations dans le milieu carcéral[152]
- 2 novembre : le port du masque devient obligatoire dans tous les lieux publics (hors domicile), ce sont les préfectures qui doivent veiller à sa mise en place dans tous les lieux publics
- 5 novembre : séance houleuse à l'Assemblée Nationale où l'opposition vote par amendement la limitation dans le temps de l’État d'urgence finalement prolongé jusqu'à la fin de l'hiver 21. L'opposition dénonce le caractère de gouvernement très vertical en France où le Conseil de Défense sanitaire administre le pays de façon opaque[153],[154],[155].
- 24 novembre : lors d'un discours télévisé le président Emmanuel Macron déclare envisager un déconfinement d’ici au 15 décembre 2020[156], qui serait remplacé par un couvre-feu de 21 h à 7 h si la situation sanitaire continue de s’améliorer (objectif de 5000 nouveaux cas positifs quotidiens, moins de 3000 patients en réanimation). Une exception est prévue pour les soirées du 24 et du 31 décembre où la circulation sera libre. Il annonce aussi la réouverture des petits commerces non essentiels à partir du samedi 28 novembre.

### Décembre
- 7 décembre : les projections actuelles laissent penser que l'objectif de 5000 nouveaux cas positifs quotidiens au 15 décembre, ne sera pas atteint, remettant en cause le plan de déconfinement prévu fin novembre[157].
- 15 décembre : Jean Castex, Premier ministre, suggère aux élèves de ne pas se rendre en classe les 16 et 17 décembre selon une recommandation du conseil scientifique[158].
- 16 décembre : Emmanuel Macron, président de la République française, est testé positif au COVID-19[159].
- 21 décembre : une variante du virus se répand en Grande-Bretagne la poussant à un nouveau confinement, les déplacements vers la France en provenance de Grande-Bretagne sont bloqués[160]
- 27 décembre : ouverture officielle de la campagne de vaccination[161].

## 2021

### Janvier
- 7 janvier : Le Premier ministre Jean Castex annonce la prolongation du couvre-feu jusqu’au 20 janvier ; l’ouverture de la vaccination aux personnes de plus de soixante-quinze ans qui ne résident pas en EHPAD ; le maintien de la fermeture des restaurants et lieux de culture jusqu’à la mi-février au moins[162].
- 12 janvier : une étudiante de Lyon tente de se défenestrer ; ce geste désespéré amorce une prise de conscience du mal-être des jeunes depuis la crise sanitaire et la mise en place des restrictions sociales liées au covid-19[163].
- 27 janvier : Conseil de défense sanitaire et conseil des ministres[164].
- 29 janvier : Conseil restreint de Défense et de Sécurité. À l'issue de ce dernier, Jean Castex annonce qu'à partir du 31 janvier :
  - Toute entrée en France et toute sortie du territoire à destination ou en provenance d’un pays extérieur à l’Union européenne sera interdite sauf motif impérieux. Cela s’appliquera à partir de dimanche, 00h.
  - Toute entrée en France à partir d’un pays de l’Union européenne sera conditionnée à la réalisation d’un test PCR, à l’exception des travailleurs transfrontaliers.
  - Tous les déplacements en provenance et en direction de tous nos territoires ultramarins seront également soumis désormais à la production de motifs impérieux.
  - Les centres commerciaux non-alimentaires de plus de 20 000 mètres carrés seront fermés
  - Renforcement du télétravail
  - Renforcement des contrôles par les forces de l'ordre du non-respect du couvre-feu, de l'organisation des fêtes clandestines et l'ouverture illégale des restaurants[165]

### Février
- 9 février : le total de 80 000 décès en France est atteint.
- 24 février : pour la première fois depuis novembre 2020, le seuil de 30 000 nouveaux cas en 24 heures est franchi.
- 25 février : Conférence de presse hebdomadaire tenue par le Premier ministre Jean Castex qui annonce la mise en place d'un confinement le week-end du vendredi 18h au lundi 6h du matin. Cette mesure prendrait effet le 27 février pour une durée minimum de deux semaines. Elle concerne Dunkerque et une partie du département des Alpes-Maritimes. Par ailleurs, de nombreux départements sont placés en vigilance :

« Ces départements sont au nombre de vingt. Il s'agit de toute l'Île-de-France, une grande partie des Hauts de France et de Provence Alpes Côte d'Azur, mais aussi les départements du Rhône et de la Drôme, de la Moselle, de la Meurthe et Moselle et enfin l'Eure et Loir. Nous plaçons donc ces départements en surveillance renforcée. »

— Premier ministre
Un bilan sur la campagne vaccinale pour les particuliers contre la Covid-19 a été fait.

Le ministre de la Santé Olivier Véran a déclaré : 

« La vaccination des plus de 75 ans se poursuit, et nous espérons avoir terminé la vaccination de toutes les personnes âgées volontaires d'ici la fin du mois, permettant ensuite d'ouvrir la vaccination aux 65 ans et plus »

— Olivier Véran
Les vaccins administrés pour les personnes de 75 ans et plus sont Pfizer et Moderna car le vaccin AstraZeneca leur est interdit. Les personnes de tout âge présentant un risque face au virus, lié à une maladie grave, peuvent se faire vacciner et administrer une dose du vaccin AstraZeneca. Les moins de 65 ans sont également concernés par le vaccin. Le ministre de la Santé a souligné que 35000 Français ont été vaccinés grâce à l'ouverture de la vaccination pour les 50-64 ans.

### Mars
- De mars à avril 2021, on observe une recrudescence de l’épidémie due à la propagation des variants alpha et bêta, connus alors respectivement sous le nom de variant anglais et variant sud-africain. Cette seconde recrudescence est appelée « troisième vague » dans les médias français[149].
- 4 mars : le Premier ministre Jean Castex annonce de nouvelles mesures : le département le plus touché par l’épidémie, le Pas-de-Calais, est désormais confiné le week-end ; aucune mesure n’est prise pour les 23 autres départements sous « surveillance renforcée », parmi lesquels on retrouve les Alpes maritimes, la Meurthe-et-Moselle ou encore les neuf départements d’Ile-de-France. Le Premier ministre ajoute que les centres commerciaux de plus de 10 000 mètres carrés seront fermés au public[166]. La France se prépare à une troisième vague pour le mois d’avril 2021, qui ferait suite à la deuxième vague d’octobre-novembre 2020 et à la première vague d’avril 2020[167].
- 15 mars : le Président Emmanuel Macron annonce la suspension du vaccin AstraZeneca en France, comme dans neuf autres pays européens, en réaction aux effets secondaires indésirables survenus sur certains patients, dont la thrombose. Même si aucun lien formel n’a pu être établi avec le vaccin AstraZeneca, les pays européens ont décidé d’appliquer le principe de précaution[168].
- 16 mars : un document de la direction générale de la santé annonce la découverte d’un variant breton, qui semble être indétectable lors des tests PCR[169].
- 18 mars : le Premier ministre Jean Castex annonce la mise en place d’un confinement localisé dans les seize départements les plus touchés par l’épidémie, dans les Hauts-de-France et l’Île-de-France. Ce confinement devrait durer quatre semaines ; les commerces non-essentiels seront fermés, a l’exception des librairies et des disquaires. En outre, le vaccin AstraZeneca, qui avait été suspendu, est de nouveau autorisé. Le Premier ministre annonce qu’il se fera vacciner avec AstraZeneca le lendemain, 19 mars[170].
- 20 mars : le couvre-feu en France métropolitaine passe de 18h à 19h[171].
- 22 mars : le gouvernement supprime l’attestation jugée contradictoire qui avait été mise en place dans les seize départements confinés. Les individus résidant dans ces départements peuvent désormais sortir de chez eux dans un rayon de 10 kilomètres sans attestation. En revanche, ils sont toujours tenus de respecter le couvre-feu[172].
- 25 mars : trois nouveaux départements sont placés en confinement ; il s’agit du Rhône, de l’Aube et de la Nièvre. Le Ministre de l’Intérieur Gérald Darmanin annonce également que les rassemblements de plus de six personnes seront désormais sanctionnés d’une amende de 135€ par personne, à l’exception des manifestations ou des enterrements[173].
- 31 mars : lors d’une allocution présidentielle retransmise en direct à la télévision, Emmanuel Macron annonce de nouvelles mesures :
  - Couvre-feu à 19 heures partout en France métropolitaine
  - Télétravail systématique
  - Fermetures de certains commerces
  - Fin des déplacements interrégionaux.
  - Pas de déplacement au-delà de 10 kilomètres du domicile
  - Pour les écoles, collèges et lycées, l’enseignement se fera à distance à compter du 3 avril jusqu’aux vacances de Pâques. Le réouverture se fera ensuite selon les niveaux : la rentrée aura lieu pour tous le 26 avril, physiquement pour les maternelles et primaires, à distance pour les collèges et lycées, qui rouvriront le 3 mai
  - À partir du 16 avril, ouverture de la vaccination à tous les plus de 60 ans. À partir du 5 mai, ouverture de la vaccination à tous les plus de 50 ans. À partir de mi-juin, ouverture de la vaccination à tous les plus de 18 ans[174].

### Avril
- 2 avril : un reportage diffusé dans Le 19:45 sur M6 déclenche l’affaire des "dîners clandestins". Il révèle l'organisation de dîners privés, sans masque et sans mesures sanitaires, dans un hôtel des beaux-quartiers parisiens, alors même que les restaurants sont interdits d'ouverture. Le propriétaire du Palais Vivienne, Pierre-Jean Chalençon, affirme avoir dîné avec un certain nombre de ministres dans ces restaurants clandestins[175].

- 4 avril : le ministre de l’Intérieur Gérald Darmanin annonce l'ouverture d'une enquête sur les dîners clandestins. Pierre-Jean Chalençon apparaît comme l’organisateur de ces soirées : il risque un an de prison et 15 000€ d’amende pour mise en danger de la vie d’autrui. La secrétaire d’état Marlène Schiappa déclare[176] :

« Si des ministres ou des députés ont participé à des dîners clandestins à Paris, il faut qu'ils soient pénalisés comme n'importe quel citoyen. »

— Marlène Schiappa
- 6 avril : interviewé sur BFM TV, Pierre-Jean Chalençon se rétracte et déclare que le dîner filmé par les équipes de M6 n’était qu’un "énorme poisson d’avril"[177].
- 9 avril : à la suite du scandale des dîners clandestins, Pierre-Jean Chalençon et le chef cuisinier Christophe Leroy sont placés en garde à vue au siège de la police judiciaire parisienne[178].

- 15 avril : La France a officiellement franchi le seuil des 100 000 morts[179].
- 16 avril : découverte en Inde d’un variant double mutant : le variant delta.
- 22 avril : dans une allocution télévisée, le Premier ministre Jean Castex déclare que le pic de la troisième vague est passé. Il annonce le fin du confinement pour le 3 mai et le réouverture des commerces, restaurants, lieux de loisir et de culture pour la mi-mai. Les contrôles aux frontières seront également renforcés pour les arrivants des pays les plus touchés par l’épidémie : l’Afrique du sud, l’Inde, le Brésil, le Chili et l’Argentine[180].
- 24 avril : 128 étrangers sont bloqués dans la zone d'attente de Roissy, alors qu'habituellement il y en a une cinquantaine[181]. Après le départ de la Croix-Rouge, l’Anafé préfère fuir la zone, non protégée, mal aérée et regroupant trop de personnes dans un espace trop exigu. En outre, il s’y trouve bon nombre d’Indiens, au moment de la propagation du variant delta.
- 29 avril : le plan de réouverture du pays est dévoilé : fin du confinement et retour en classe le 3 mai ; couvre-feu repoussé de 19h à 21h et réouverture des commerces, terrasses et lieux culturels le 19 mai ; couvre-feu repoussé à 23h et réouverture de l’intérieur des restaurants et cafés le 9 juin ; enfin, fin du couvre-feu le 30 juin avec possibilité de participer à des rassemblements de plus de 1000 personnes sur présentation d'un pass sanitaire, attestant d’une vaccination ou d’un test covid-19 négatif[182].

### Mai
- 3 mai : des lycéens et des étudiants bloquent massivement l’entrée des facultés et des lycées pour protester contre le maintien des épreuves de fin d’année, en dépit de la crise sanitaire et de la piètre qualité des enseignements à distance. L’Union Nationale des Lycéens appelle au blocus continu et déclare[183]:

« Les conditions ne sont pas réunies pour passer les épreuves dans de bonnes conditions. »

— L'Union Nationale des Lycéens
- 12 mai : la vaccination est ouverte à tous les plus de 18 ans[184].
- 15 mai : une quinzaine d’élus du littoral signe une tribune dans laquelle ils appellent à rouvrir les boites de nuit pour éviter les fêtes sauvages[185].
- 19 mai : réouverture des terrasses des cafés et des restaurants avec la moitié de leur capacité d’accueil ; réouverture des théâtres, des musées et des cinémas avec 35% de leur capacité ; réouverture des magasins avec une jauge d’un client pour huit mètres carrés[186].
- 25 mai : en moins d’une semaine, plus d’une cinquantaine de bordelais sont contaminés par un variant inconnu. Le gouvernement tente d’accélérer la vaccination à Bordeaux et d’isoler le cluster[187].

### Juin
- 9 juin : couvre-feu décalé de 21h à 23h ; réouverture des cafés et restaurants en intérieur ; augmentation des jauges dans les théâtres, cinéma et musées ; réouverture des salles de sport en demi-jauge[188].
- 15 juin : ouverture de la vaccination aux mineurs de plus de douze ans.
- 16 juin : le Premier ministre Jean Castex annonce à la télévision que l’amélioration sanitaire est plus rapide qu’espérée. En conséquence, certaines restrictions sont levées :
  - Fin du port du masque en extérieur sauf exceptions (regroupements, files d’attente, marchés, stades…). Le port du masque dans les milieux clos reste obligatoire (entreprises, magasins, transports…).
  - Fin du couvre-feu dès le dimanche 20 juin[189].
- 21 juin : à l’occasion de la Fête de la musique, des rassemblements ont lieu partout en France. Les fêtards se massent dans des rues combles, souvent sans masque. Les forces de l’ordre doivent intervenir pour disperser la foule ; et des affrontements ont lieu entre fêtards et policiers[190].

### Juillet
- De juillet à août 2021, on observe une recrudescence de l’épidémie due à la propagation du variant delta. Cette nouvelle recrudescence est appelée « quatrième vague » dans les médias français[149].
- 12 juillet : dans une allocution présidentielle retransmise en direct à la télévision, Emmanuel Macron annonce de nouvelles mesures :
  - Dès le 21 juillet, l’accès aux lieux de loisir et de culture ne sera possible que sous présentation d’un passe sanitaire signalant que le patient a reçu les deux doses de vaccin, d’un test PCR ou antigénique négatif ou d’un document prouvant qu’il a eu le covid-19 dans les six derniers mois.
  - À partir du mois d’août, le passe sanitaire sera étendu aux cafés, aux restaurants, aux centres commerciaux ainsi qu’aux hôpitaux, aux maisons de retraite, aux établissements médico-sociaux, mais aussi aux avions, trains et cars pour les longs trajets.
  - Pour ceux qui ont été vaccinés les premiers, qui verront prochainement leur taux d’anticorps baisser : dès la rentrée, une campagne de rappel sera mise en place pour leur permettre de bénéficier d’une nouvelle injection.
  - À l’automne, les tests PCR ou antigénique seront rendus payants, sauf prescription médicale, et ceci afin d’encourager la vaccination plutôt que la multiplication des tests.
  - Le couvre-feu est remis en place en Martinique et à La Réunion[191].
- 14 juillet : des manifestations rassemblent près de 20 000 personnes pour s’opposer à la mise en place du passe sanitaire. Les manifestants dénoncent une « dictature sanitaire » et rappellent la déclaration du président du 29 avril : « Le passe sanitaire ne saurait être obligatoire pour accéder aux lieux de la vie de tous les jours comme les restaurants, théâtres et cinémas »[192],[193].
- 17 juillet : 114 000 personnes manifestent contre le passe sanitaire en France selon le ministère de l'intérieur[194]
- 19 juillet : des manifestations contre l'extension du passe sanitaire et la vaccination obligatoire pour certaines professions rassemblent 200 000 personnes en France selon le ministère de l’Intérieur[195]. Certains manifestants établissent des comparaisons entre la situation des non-vaccinés et celle des Juifs pendant la Seconde Guerre mondiale. Le port de l’étoile jaune lors de ces manifestations contre le passe sanitaire suscite l’indignation de nombreux responsables politiques[196].

- 21 juillet : le Premier ministre Jean Castex prend la parole sur TF1 pour annoncer les nouvelles modalités du passe sanitaire[197] :
  - il est désormais obligatoire de présenter un passe sanitaire ou bien un test PCR ou antigénique négatif pour accéder aux établissements culturels rassemblant plus de cinquante personnes, tels que les cinémas, les théâtres, les musées, les salles de sport ou encore les parcs d'attraction.
  - le port du masque n'est plus obligatoire dans les lieux ou le passe sanitaire est appliqué.
  - les jeunes de douze à dix-sept ans ne sont pas concernés par ces mesures avant le mois de septembre, car leur accès au vaccin a été plus tardif.
- 24 juillet : 161 000 personnes manifestent contre le passe sanitaire en France selon le ministère de l'intérieur [194]
- 31 juillet : 200 000 personnes manifestent contre le passe sanitaire en France selon le ministère de l'intérieur [195]

### Août
- 5 août : le Conseil constitutionnel valide la constitutionnalité de l'extension du passe sanitaire[198]
- 7 août : 237 000 personnes manifestent contre le passe sanitaire en France selon le ministère de l'intérieur[199]
- 14 août : 215 000 personnes manifestent contre le passe sanitaire en France selon le ministère de l'intérieur[200]
- 21 août : 175 000 personnes manifestent contre le passe sanitaire en France selon le ministère de l'intérieur[201]
- 24 août : la Haute Autorité de Santé recommande l'injection d'une troisième dose de vaccin pour les personnes fragiles à partir du mois de septembre[202].
- 26 août : le Premier ministre Jean Castex annonce sur la radio RTL que les injections de troisième dose de vaccin dans les EHPAD et résidences pour personnes âgées commencera le 12 septembre. Le 15 septembre seront également mises en place des sanctions contre les soignants qui refuseraient se vacciner pouvant aller jusqu'au licenciement[203].
- 28 août : 160 000 personnes manifestent contre le passe sanitaire en France selon le ministère de l'intérieur[199]
- 30 août : 50 millions de personnes ont reçu au moins une dose de vaccin[204] Le passe sanitaire est désormais obligatoire pour les employés travaillant dans des entreprises qui accueillent du public, telles que les cafés, les restaurants ou les musées, sous peine de suspension de leur contrat de travail[205].

### Septembre
- 1er septembre : le ministre de l'Éducation Jean-Michel Blanquer confirme qu'il ne sera pas obligatoire de présenter un passe sanitaire pour aller en cours[206].
- 4 septembre : 140 000 personnes manifestent contre le passe sanitaire en France selon le ministère de l'intérieur[207]
- 11 septembre : 121 000 personnes manifestent contre le passe sanitaire en France selon le ministère de l'intérieur[208]
- 18 septembre : 80 000 personnes manifestent contre le passe sanitaire en France selon le ministère de l'intérieur[208]

- 24 septembre : 64 000 personnes manifestent contre le passe sanitaire en France selon le ministère de l'intérieur[209]

### Octobre
- 2 octobre : 48 000 personnes manifestent contre le passe sanitaire en France selon le ministère de l'intérieur[210]
- 9 octobre : 45 000 personnes manifestent contre le passe sanitaire en France selon le ministère de l'intérieur[211]
- 16 octobre : 40 000 personnes manifestent contre le passe sanitaire en France selon le ministère de l'intérieur[212]
- 23 octobre : 40 000 personnes manifestent contre le passe sanitaire en France selon le ministère de l'intérieur[213]
- 27 octobre : le ministre de la Santé Olivier Véran reçoit sa troisième dose de vaccin et incite les Français qui le peuvent à faire de même[214]
- 30 octobre : 25 000 personnes manifestent contre le passe sanitaire en France selon le ministère de l'intérieur[215]

### Novembre
- 4 novembre : l'OMS redoute une flambée des cas en Europe et indique que le continent est devenu l'épicentre de la pandémie [216]
- 6 novembre : 29 000 personnes manifestent contre le passe sanitaire en France selon le ministère de l'intérieur[217]
- 9 novembre : dans une allocution présidentielle retransmise en direct à la télévision, Emmanuel Macron annonce de nouvelles mesures :
  - les personnes de 65 ans et plus doivent désormais avoir reçu une troisième dose de vaccin pour conserver leur passe sanitaire
  - les personnes de 50-64 ans peuvent dorénavant recevoir une troisième dose si elles le souhaitent
  - le port du masque demeure obligatoire dans les établissements scolaires
  - la réforme des retraites est reportée à un éventuel second mandat pour privilégier la gestion de la crise sanitaire[218]
- 23 novembre : une crise sociale majeure se développe en Guadeloupe contre le passe sanitaire et la suspension des soignants non-vaccinés. La grève générale paralyse l'île, les pillages se multiplient et des affrontements opposent les grévistes aux forces de l'ordre. Alors que le Préfet de Guadeloupe instaure un couvre-feu insulaire de 18 heures à 5 heures et ferme les écoles, le gouvernement envoie sur l'île des membres du RAID et du GIGN[219].
- 25 novembre : le ministre de la Santé Olivier Véran annonce de nouvelles mesures pour faire face à la récente recrudescence des cas de covid-19 en France :
  - toute personne de plus de 18 ans devra recevoir une troisième dose de vaccin pour conserver un passe sanitaire valide à partir du 15 janvier 2022
  - le port du masque est de nouveau obligatoire dans tous les lieux qui accueillent du public
  - les tests PCR ou antigéniques ne seront plus valables que 24 heures à partir du 29 novembre[220]
- 27 novembre : 20 000 personnes manifestent contre le passe sanitaire en France selon le ministère de l'intérieur[221]
- 29 novembre : le ministre de l'Outre-mer Sébastien Lecornu effectue une visite en Guadeloupe en vue d'apaiser les tensions. Au cours de son séjour, des émeutiers tentent d'incendier une mairie et déploient des barrages routiers, tandis que la crise se répand dans toutes les Antilles françaises[222].
- 30 novembre : le premier cas confirmé de variant omicron en France est détecté à La Réunion[223].

### Décembre
- À partir de décembre 2021, on observe une recrudescence de l’épidémie due à la propagation du variant omicron. Cette nouvelle recrudescence est appelée « cinquième vague » dans les médias français[149].
- 6 décembre : le Premier ministre Jean Castex et le ministre de la Santé Olivier Véran annoncent de nouvelles mesures : le protocole sanitaire dans les écoles primaires est renforcé ; la vaccination va s'ouvrir aux enfants de 5 à 11 ans ; les boîtes de nuit doivent fermer pour les quatre prochaines semaines[224].
- 9 décembre : le dernier barrage routier est démantelé en Guadeloupe. Le couvre-feu, étendu en Martinique, interdit la libre circulation de 20 heures à 5 heures dans certaines communes[225].
- 15 décembre : la vaccination est désormais ouverte aux enfants de 5 à 11 ans jugés à risque ; le passe sanitaire est désactivé pour les personnes de plus de 65 ans n'ayant pas fait leur troisième dose[226].
- 17 décembre : Jean Castex annonce de nouvelles mesures pour faire face à la diffusion fulgurante du variant omicron : un projet de loi va être soumis à l'Assemblée nationale pour transformer le passe sanitaire en passe vaccinal, éliminant la possibilité de présenter un test PCR ou antigénique négatif dans les lieux soumis à la réglementation sanitaire ; le délai de rappel pour la troisième dose de vaccin est réduit à quatre mois, contre six auparavant ; en outre, les concerts et les feux d'artifice seront interdits le soir du Nouvel An et les interdictions de danser dans les bars et les restaurants maintenues[227].
- 18 décembre : 25 000 personnes manifestent contre le passe sanitaire en France selon le ministère de l'intérieur[228]
- 23 décembre : Olivier Véran annonce l'apparition de 88 000 nouveaux cas en 24 heures, un record jamais encore atteint, et décrit comme probable le développement de nouveaux centaines de cas par jour en janvier[229].
- 25 décembre : la France franchit la barre des 100 000 nouveaux cas par jour[230].
- 27 décembre : le Premier ministre Jean Castex et le ministre de la Santé Olivier Véran annoncent de nouvelles mesures pour faire face à l'explosion inédite du nombre de cas :
  - Le délai de rappel pour la troisième dose de vaccin est réduit à trois mois, contre quatre auparavant.
  - Retour des jauges: 2000 personnes pour les événements en intérieur et de 5000 personnes pour les événements en extérieur. Les concerts debout sont interdits.
  - Interdiction consommer de la nourriture dans les transports en commun, cinémas, théâtres et équipements sportifs.
  - Retour du port du masque obligatoire en extérieur dans les centres-villes.
  - Le recours au télétravail sera rendu obligatoire à raison de trois jours minimum dans la mesure du possible[231].
- 29 décembre : la France franchit la barre des 200 000 nouveaux cas par jour[232].

## 2022

### Janvier
- 3 janvier : L’examen du projet de loi sur le passe vaccinal fait l’objet d’une suspension par Assemblée nationale. Une majorité de députés refuse la poursuite des débats. Jean-Luc Mélenchon monte à la tribune pour dénoncer une « raquette trouée » « 100% inefficace ». Le ministre de la Santé, Olivier Véran, répond aux attaques, dénonce le « populisme » de l’opposition et alerte sur le « raz de marée » du variant Omicron[233].
- 4 janvier : une interview accordée par Macron au Parisien fait polémique : « Moi, je ne suis pas pour emmerder les Français. Je peste toute la journée contre l'administration quand elle les bloque. Eh bien là, les non-vaccinés, j'ai très envie de les emmerder. Et donc on va continuer de le faire, jusqu'au bout ». La déclaration est critiquée par de nombreux candidats à l’élection présidentielle[234]
- 5 janvier : la France franchit la barre des 300 000 nouveaux cas par jour[235]. Les propos du Président ravivent les tensions à l’Assemblée, qui est amenée à suspendre les débats sur le passe vaccinal. L’opposition se dit indignée par l’interview et réclame des excuses. Le Premier ministre, Jean Castex, défend le Président et blâme l’irresponsabilité des non-vaccinés[236].
- 6 janvier : le projet de loi visant à transformer le passe sanitaire en passe vaccinal est finalement adopté en première lecture par les députés[237].
- 7 janvier : la crise sanitaire a favorisé la relance en France d'une fabrication de bouteilles haute pression dites corps creux, pour réaliser en particulier des bouteilles à oxygène, essentielles dans le traitement de la maladie. Cette activité avait été arrêtée deux ans auparavant avec la fermeture de la société Luxfer, qui en fabriquait à Gerzat, dans le Puy-de-Dôme. Le personnel est resté mobilisé, et la pandémie a provoqué un changement de regard des politiques sur l'importance de l'indépendance industrielle. La société Europlasma a porté un nouveau projet industriel, aboutissant à la création de « Les Forges de Gerzat » à Cébazat, une commune à proximité. La nouvelle production sera effective à partir de 2024[238].
- 8 janvier : l’adoption du projet de loi sur le passe vaccinal en première lecture provoque un regain de mobilisations : le Ministère de l’Intérieur enregistre 105 000 manifestants en France[239].

### Mars
- 25 mars : un décret rend éligibles à la mention « Mort pour le service de la République » les personnels exerçant dans le domaine de la santé et dont le décès est reconnu imputable au covid-19 entre le 1er janvier 2020 et le 31 juillet 2022[240].